# Univerzitní knihovna Svetozara Markoviće
Univerzitní knihovna Svetozara Markoviće (srbsky Универзитетска библиотека Светозар Марковић) je vědecká knihovna Bělehradské univerzity sídlící v budově na bulváru krále Alexandra č. 71. Je základní knihovnou, vysokoškolského vzdělávání vědeckovýzkumných ústavů a institucí na území centrálního Srbska. Slouží k výuce a vědeckým potřebám studentů, vysokoškolských učitelů a akademických pracovníků. Den knihovny je 24. květen, Den slovanské gramotnosti věnovaný osvětové práci Cyrila a Metoděje.
Po založení knihovny obsahoval fond 57 254 publikací sestávajících z monografií a několikasvazkových děl a dnes jich čítá asi 1 700 000.
Knihovní fond obsahuje stěžejní díla ze všech vědeckých oborů, velkou sbírku domácích a zahraničních příruček (encyklopedie, bibliografie, slovníky), odborné a vědecké časopisy, domácí a zahraniční vysokoškolské publikace, bohatou učebnicovou literaturu a významnou sbírku domácích i zahraničních doktorských disertačních prací. Knihovna je depozitem pro všechny doktorské disertační práce obhájené na Bělehradské univerzitě.
Knihovna má také fond vzácných tisků, ve kterém jsou umístěny rukopisy, staré a vzácné tištěné knihy, staré časopisy a noviny, archivní sbírka a sbírka map. Sbírka rukopisů, azbuky a orientálních knih je velice cenná.

## Dějiny knihovny
Univerzitní knihovna je jednou z největších vědeckých knihoven na Balkáně, jejímž úkolem je sloužit výuce a vědeckým potřebám akademické obce - studentům, vysokoškolským učitelům a akademickým pracovníkům obecně, jakož i všem uživatelům toužícím po znalostech. Svoje založení knihovna spojuje se založením gymnaziální knihovny knížectví Srbska. Tato v té době nejvyšší škola v Srbsku, založená v roce 1838, měla knihovnu používanou gymnaziálními profesory a studenty a studenty bělehradské střední školy. Její fondy sestávaly z darů od tuzemských a zahraničních dárců a jeden povinný výtisk věnovalo knížectví Srbsko. Podle sborníku Lycea musel být knihovník jedním z gymnaziálních profesorů. Jejím prvním knihovníkem byl Dr. Janko Šafarik (1814-1876), filolog a profesor historie. Knihovna roku 1850 čítala 927 svazků.
Zákonem ze dne 24. září 1863 se Lyceum Srbského knížectví proměnilo ve Velkou školu. V knihovně této školy byly uchovány pouze odborné publikace, zbytek byl předán Národní knihovně Srbska. Když se roku 1905 Velká škola stala univerzitou, knihovna byla reformována. Její fond je podle vědeckých oborů distribuován na semináře příslušnými fakultami. Nejcennější částí této sbírky byla srbská seminární knihovna. Brzy se ukázalo, že univerzita potřebuje obecnou vědeckou knihovnu, ale vypuknutí první světové války zpozdilo její založení. Část tohoto fondu byla získána po jejím zřízení Univerzitní knihovnou.
Po válce, kvůli velkému úpadku srbských knihoven, začaly knihy přicházet ze zahraničí na adresu knihovny, ačkoli knihovna byla založena až v lednu 1921. Jelikož byl autorem návrhu rozhodnutí Filozofické fakulty přijatý Senátem univerzity Pavel Popović, profesor a doktor věd, byl právě on jmenován vedoucím tehdy jmenované komise pro zřízení Univerzitní knihovny. Krátce nato, v květnu 1921 byl Uroš Džonić jmenován ředitelem Univerzitní knihovny, které byly dočasně dány prostory na Filozofické fakultě.
Z podnětu srbského vyslance ve Washingtonu Slavka Grujiće, nadace Carnegie, která do té doby vybudovala řadu knihoven na světě, souhlasila se schválením 100 000 dolarů jako dar srbské vládě na výstavbu a vybavení knihovny v Bělehradě. Slobodan Jovanović, tehdejší rektor univerzity, uspěl v osobním úsilí o zvýšení finančních zdrojů o státní půjčky, aby vybudoval větší knihovnu, která by vyhovovala potřebám univerzity. Město Bělehrad darovalo zemi a projekt provedli univerzitní profesoři, architekti Dragutin Djordjević a Nikola Nestorović. Tak byla postavena první a v té době jediná budova v Srbsku, budovaná pro knihovnu.
Výstavbu knihovny řídil Výbor pro stavbu knihovny, který se skládal ze Slobodana Jovanoviće, rektora univerzity, Leo Kapsera, zástupce Nadace Carnegie, Andry Stevanoviće, Dragutina Djordjeviće a Nikoly Nestoroviče, architektů a profesorů Technické fakulty. Stavba trvala čtyři roky. Byl to významný podnik, který na jedné straně znamenal vznik instituce velkého významu pro vzdělávání, vědu a kulturu celého Srbska a na druhé straně výstavbu univerzitního centra v Bělehradě, jak bylo stanoveno v hlavním plánu z roku 1921.
Autoři návrhu knihovny Nestorović a Djordjević, významní profesoři univerzity, dodržovali důležitý princip designu, tedy styl budovy je navržen přímo pro účel knihovny. Budova knihovny byla tedy koncipována jako samostatně stojící budova navržená v duchu postulátů architektury akademismu.  Nejreprezentativnějším je řešení vstupní části vytvořené ve formě vyčnívajícího portika se čtyřmi korintskými sloupy nesoucími trojúhelníkový štít se symetricky uspořádanými akrotériemi. Architektonické plastiky, dílo sochaře Ace Stojanoviće, jsou v souladu s akademickým pojetím budovy. Vyrobené jsou z umělého kamene, a uspořádány potom zejména na povrchu trojúhelníkového tympanonu. Ústřední postavy na trojúhelníkovém štítu tvoří dvě dětské postavy s věncem, zatímco po stranách jsou dvě pandanské skupiny postav s vysokým reliéfem - ženy s věncem v ruce umístěné nad figurami dětí s knihami a andělem. Prezentované skulptury a předměty jsou alegoriemi plodnosti, budoucnosti, znalostí, vítězství, ochrany a bezpečnosti.
Interiér knihovny byl vytvořen mezi lety 1925 a 1926 podle vzoru berlínské knihovny. Nábytek byl vyroben nábytkářskými továrnami Josepha Triera a Ludwiga Altera z Darmstadtu. Celý design interiéru zahrnuje velkou studovnu v anglickém renesančním stylu s dubovými zdmi a profesorskou studovnu v italském renesančním stylu z ořechového dřeva. Ve vestibulu, ve výklenku na mramorovém podstavci, byla postavena busta Andrewa Carnegieho, kterou knihovna obdržela od správy nadačního fondu. Bělehrad na znamení vděčnosti, nechal pojmenovat ulici poblíž knihovny po tomto velkém dobrodinci.
Univerzitní knihovna je jednou z nejdůležitějších budov věnovaných Bělehradské univerzitě. Až do vybudování budovy Národní knihovny na Vračaru to byla první a jediná budova v Srbsku účelově postavená jako knihovna. Tato monumentální budova na bulváru krále Alexandra zároveň představuje významný úspěch akademismu v srbské meziválečné architektuře. Díky neocenitelnému významu pro vědu a vzdělávání, kulturně-historickým a architektonicko-urbanistickým hodnotám, byla budova roku 1977 vyhlášena kulturní památkou.
Knihovna byla slavnostně otevřena v nové budově na den svatého Cyrila a Metoděje, 24. května 1926. Profesor Uroš Džonić zůstal v pozici správce až do začátku druhé světové války. Pomáhal mu výbor, kterému předsedal prof. Dr. Pavle Popović, jehož hlavním úkolem bylo „pomáhat pěstovat vědu jako nezávislou univerzitní instituci a sloužit nejen studentům a profesorům Bělehradské univerzity, ale také všem, kteří se zabývají vědou, jako vědecká knihovna“. Během druhé světové války nebyla knihovna v provozu a část budovy byla obsazena německou armádou. S odhodláním pracovníků knihovny se však její cenné fondy zachovaly. Po osvobození byla za vedoucího knihovny jmenována Milica Prodanović, bývalá knihovnice Univerzitní knihovny. U příležitosti stého výročí narození Svetozara Markoviće v roce 1946 tato instituce získala svůj aktuální název Univerzitní knihovna „Svetozara Markoviće“.
V období po druhé světové válce se začalo používat moderní metody při organizaci a zpracování knihovních fondů. Byl vytvořen veřejný odborný katalog a ve spolupráci s Národní knihovnou Srbska byl vypracován řád pro katalogizaci Knihovní společností Srbska, která znamenala počátek sjednocování zpracovávání literárního materiálu v srbských knihovnách. Byly navázány kontakty s univerzitními a národními knihovnami v tuzemsku i zahraničí. Začaly také intenzivní práce na výměně a meziknihovních výpůjčkách publikací. Byla zároveň zřízena služba pro podávání informací čtenářům a byla rozšířena spolupráce s fakultou, seminářem, ústavem a dalšími knihovnami Bělehradské univerzity.

## Oddělení vědeckých informací a vzdělávání
Oddělení vědeckých informací bylo transformováno v roce 2008 v Oddělení vědeckých informací a vzdělávání. Toto oddělení sleduje vývoj vědeckých informačních a komunikačních systémů, prohledává databáze ve všech vědeckých oborech. Hlavní činností oddělení je zajišťování informační gramotnost pro uživatele, zejména studenty základního a postgraduálního studia, příprava materiálů pro různé typy vzdělávání šitých na míru konkrétním skupinám uživatelů, práce na neustálém profesním rozvoji, organizace odborného vzdělávání knihovníků univerzitních knihoven v Srbsku, vysokoškolských knihoven a knihoven výzkumných ústavů a kateder. Oddělení vydává informační brožury, průvodce a další informační materiály o knihovně, připravuje informační materiály pro web knihovny; je zapojen do výzkumu a analýzy v oblasti informačních věd v souladu s požadavky a potřebami univerzit a dalších uživatelů; spolupracuje na vývoji knihovnicko-informačního systému a systému vědeckých a technologických informací na univerzitách v Srbsku a na systému koordinovaného zadávání publikací v tištěné a elektronické podobě; rozvíjí mezinárodní spolupráci.
Knihovna má vzdělávací program vyvinutý a implementovaný odborem vědeckých informací a vzdělávání, jakož i odborníky z knihoven z jiných oddělení. Jako mateřská instituce pořádá speciální semináře pro knihovníky a výzkumné instituce. Zvláštní pozornost je věnována vzdělávání mladých vědců v magisterském a doktorském studiu. Vzdělávání je organizováno v samotné knihovně i mimo ni, na fakultách a ústavech, členech Bělehradské univerzity, jakož i na fakultách a vědeckých institucích po celém Srbsku. V důsledku toho se každým rokem zvyšuje počet stažených článků z elektronických služeb dostupných prostřednictvím KoBSON (Konsorcium knihoven Srbska), stejně jako počet recenzovaných a částečně stažených elektronických knih. Vzdělávací programy jsou rozličné a přizpůsobené studentům.
Knihovna pořádá přednášky významných mezinárodních vědců a odborníků i z řad srbské vědecké komunity a knihovníky ze sítě vysokoškolských knihoven. Pořádáno knihovnou ve spolupráci s dalšími institucemi Bělehradské univerzity se doposud uskutečnilo více než 20 takových přednášek, prostřednictvím videokonference nebo živě, s lektory z EU, USA a regionu.

### Vzdělávání
Oddělení vědeckých informací a vzdělávání do roku 2002 vzdělávalo jednotlivé uživatele, od té doby se však již pokročilo k organizovanému vzdělávání uživatelů v rámci skupinových školení, například prezentací, přednášek, interaktivních dílen atd. První skupinová školení proběhla v rámci projektu TEMPUS a cílovou skupinu tvořili knihovníci vysokoškolského vzdělávání organizovaní Svazem univerzitních knihoven Srbska (ZBUS).  V průběhu let byly v rámci ZBUS pořádány různé přednášky a dílny na témata vytvořená podle zájmů a potřeb uživatelů. Akreditované kurzy probíhají od roku 2014 v souladu s pravidly pro profesní rozvoj v knihovnické a informační činnosti Ministerstva kultury a informací Republiky Srbsko, které přispívají ke vzdělávání knihovníků a následně k dalšímu rozvoji profese. 
Zřízením KoBSONu a předplacením elektronických zdrojů informací (elektronické časopisy, elektronické knihy, databáze) je jednou z významných činností tohoto oddělení vzdělávání učitelů a spolupracovníků fakult a ústavů, především Bělehradské univerzity a dalších univerzit v Srbsku, stejně jako studentů pregraduálních a postgraduálních programů. 

#### LibGuides
LibGuides je nový typ multimediálního interaktivního webového průvodce napříč různými oblastmi vědy. Co bylo dříve cílem takzvaných doporučených odkazů se nyní vytváří mnohem přehledněji, organizovaněji, a obsahově atraktivněji s těmito průvodci knihovnami.
Jde o webovou službu, která umožňuje oprávněným uživatelům, knihovníkům bez předchozí znalosti web designu, úspěšně, snadno vytvářet, organizovat a aktualizovat webové stránky. Hlavním cílem jejich rozvoje je umožnit přístup k spolehlivým elektronickým zdrojům - komerčním a otevřeným zdrojům - na jednom místě. Kromě textů, obrázků, videí jsou pro každou vědeckou disciplínu k dispozici užitečné odkazy pro asociace, konference a další aktuální informace. LibGuides používá asi 50 000 knihovníků ve více než 3 700 knihovnách po celém světě. Bylo vyrobeno asi 300 000 průvodců. Tento průvodce vám také umožňuje stahovat již existující průvodce z celé komunity a spolupracovat s několika knihovníky při vytváření průvodců.

### Meziknihovní výpůjčky
Trendem ve vývoji moderního knihovnictví je to, že budoucí uživatel jedné knihovny v zemi se zároveň stává uživatelem všech veřejných knihoven na světě. Díky meziknihovním půjčování, které musí nevyhnutelně sledovat nejnovější trendy moderní informační společnosti a které se stále více spoléhá na elektronickou formu komunikace, výrazně snižuje čas potřebný k získání přesných a přiměřených informací, čímž se ztrácí pocit fyzické vzdálenosti a přítomnost zdroje informací je u samotných uživatelů.
Účel domácí meziknihovní výpůjčky je uznáván především při uspokojování požadavků a potřeb uživatelů - knihoven, jak pro informace, tak pro jejich zdroje v různých oblastech vědy, kultury a umění. Přitom je nezbytné, aby porozumění potřebám a struktuře uživatelů bylo v souladu s dynamikou poskytování informací, což musí být opět výsledkem nejúčinnější činnosti oddělení zabývajícího se meziknihovními výpůjčkami. Změny v očekáváních, požadavcích a typu uživatelů také ovlivnily meziknihovní výpůjčku na univerzitní knihovně „Svetozar Marković“, která je dnes kombinací klasického neboli fyzického a digitálního půjčování, což odráží dvojí povahu moderních knihoven.

## Katalogy

### Elektronický katalog
V Univerzitní knihovně Svetozara Markoviće v Bělehradě je možné prohledávat publikace prostřednictvím elektronického katalogu (OPAS).
Jedná se o zkratku anglického slova Online Public Access Catalog, který se v knihovně používá od roku 1989 spolu s klasickým katalogem. Od roku 1998 se již neaktualizuje klasický katalog, ale nová data se zadávají pouze do elektronického katalogu. Půjčka je automatizovaná. Je k dispozici 24 hodin denně přes internet.

## Oddělení starých a vzácných knih
Fond rarit obsahuje rukopisy, staré a vzácné tištěné knihy, staré časopisy a noviny, archivní sbírku, sbírku map a doktorské, magisterské a odborné práce.
Sbírka rukopisů, děl psaných cyrilicí a orientálních knih představuje fond nedozírné hodnoty.
Rukopisy psané cyrilicí i s úlomky čítají celkem 90 exemplářů, z nichž nejstarší z nich pocházejí z 13. století: zlomek Apoštolského evangelia, psaný na kůži, a žaltář, který byl nalezen v obci Pecari u Bele Crkve. Z mnoha rukopisů v cyrilici psaných ve 14., 15., 16. a 17. století jsou nejvýznamnější bohoslužebné texty pro březen až duben z let 1344 a 1345, nejstarší dochovaný přepis chvály sv. Simeona a sv. Sávy od Theodosia z druhé poloviny 14. století, Čtyři evangelia z druhé poloviny 15. století, baranjský rukopis Dušanova zákoníku z počátku 16. století, Panegyrik napsaný v roce 1595 v klášteře Sv. Trojice blízko Pljevlja.
Ve sbírce rukopisů v orientálních jazycích, celkem 397 v 633 knihách, je největší počet v arabštině (498), turečtině (126) a perštině (9). Nejstarší rukopis pochází z roku 1206. Sbírka obsahuje také fond geografických map a atlasů obsahujících staré mapy, zobrazující také srbské regiony. Ze starých map je zvláštní pozornost věnována rytcům - autorům plánů Bělehradu z 18. století.

### Staré a vzácné knihy v knihovně

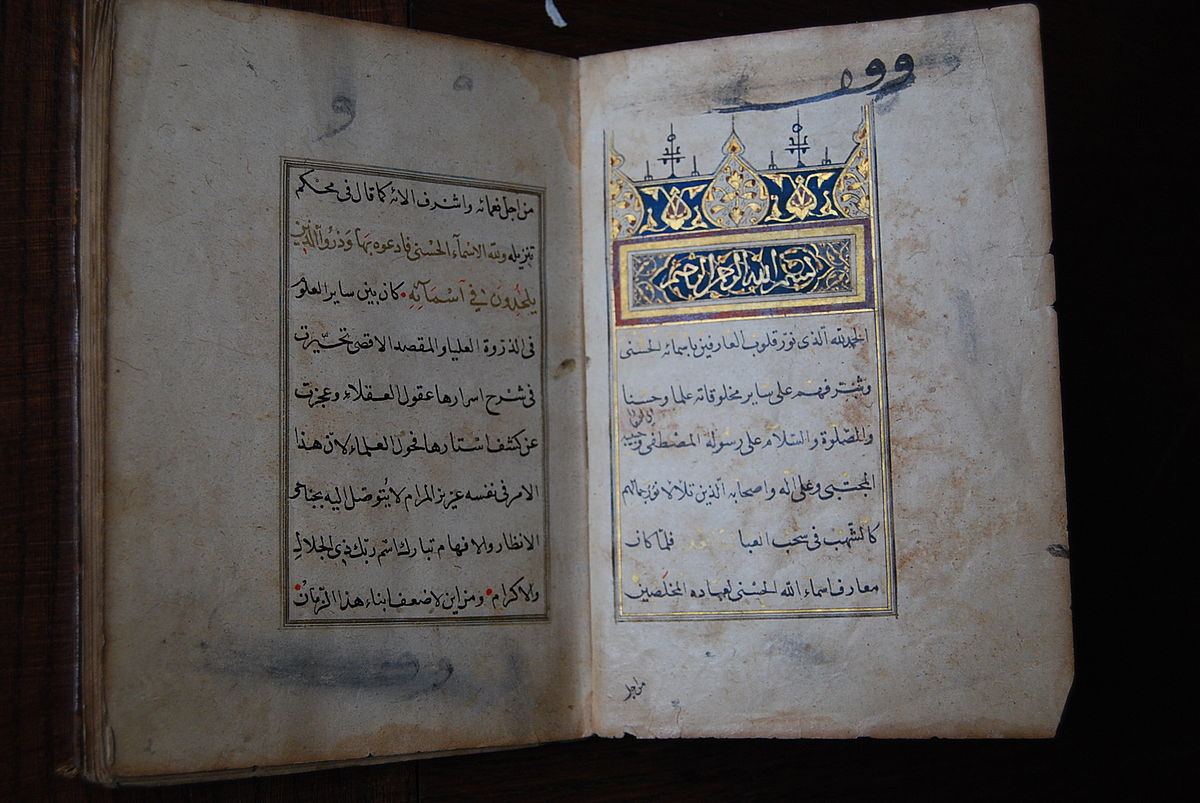
Orientální rukopis
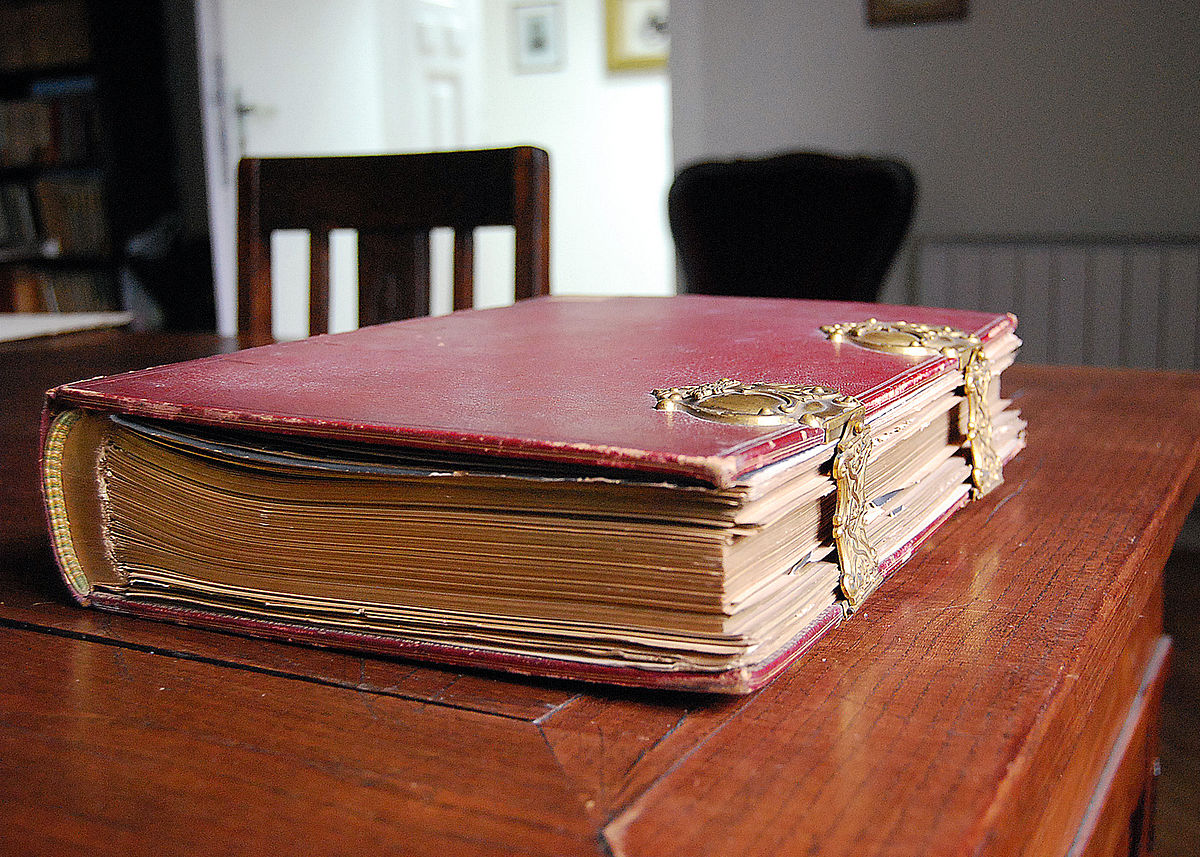
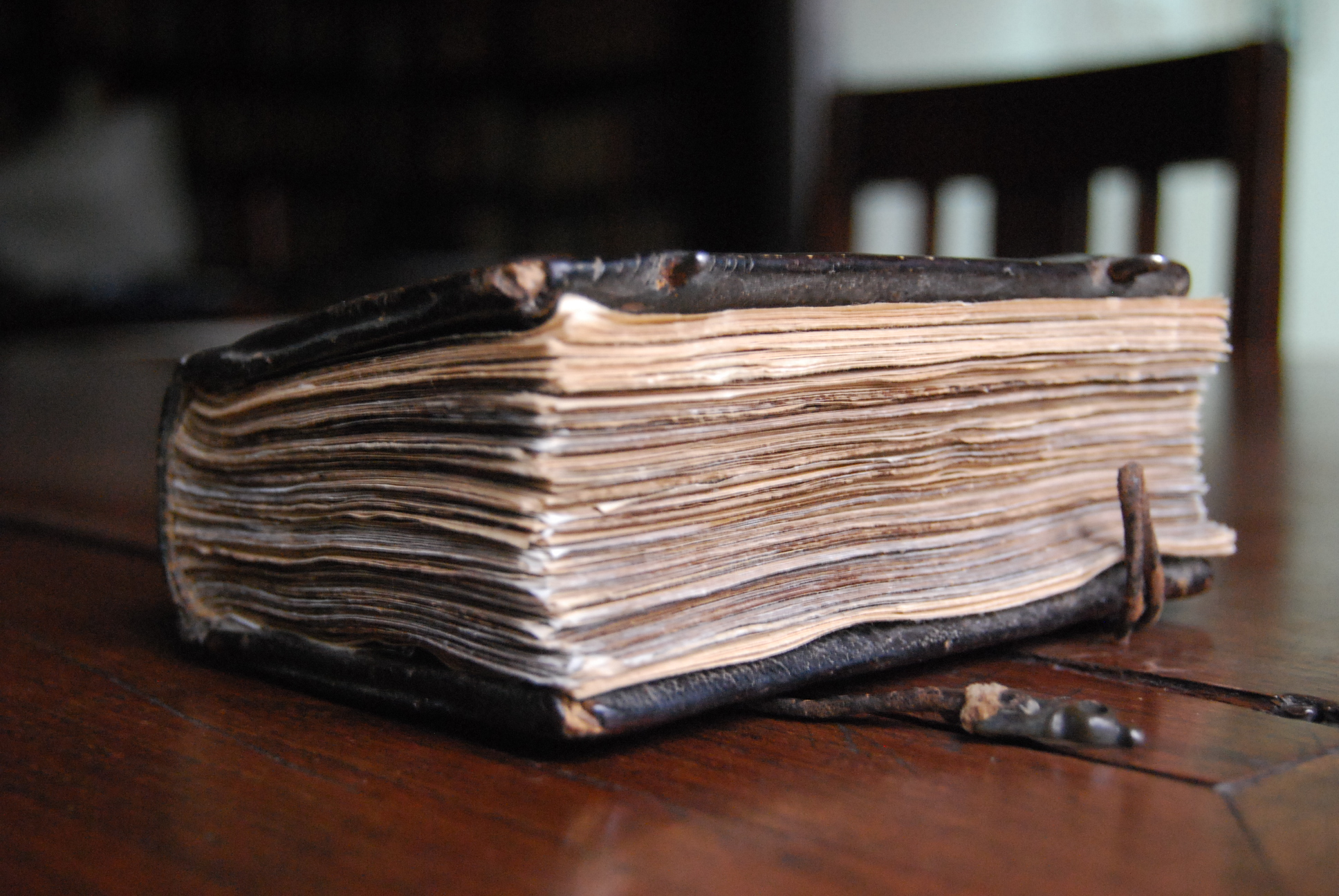
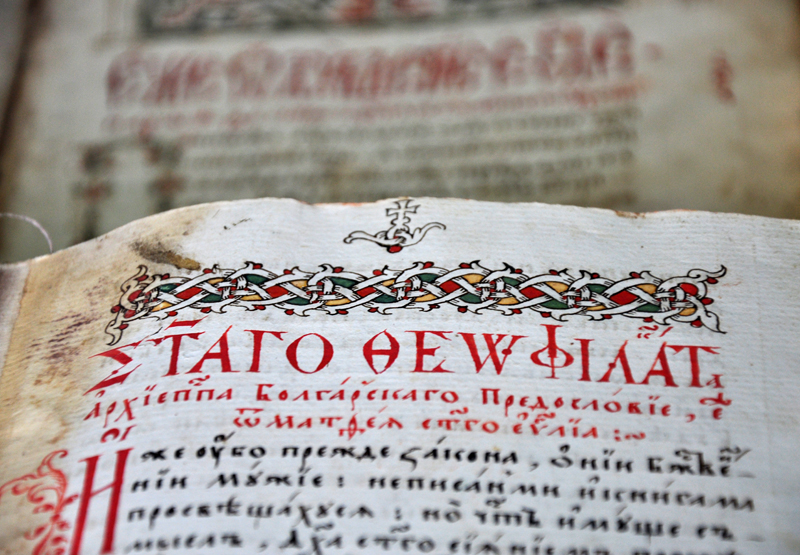
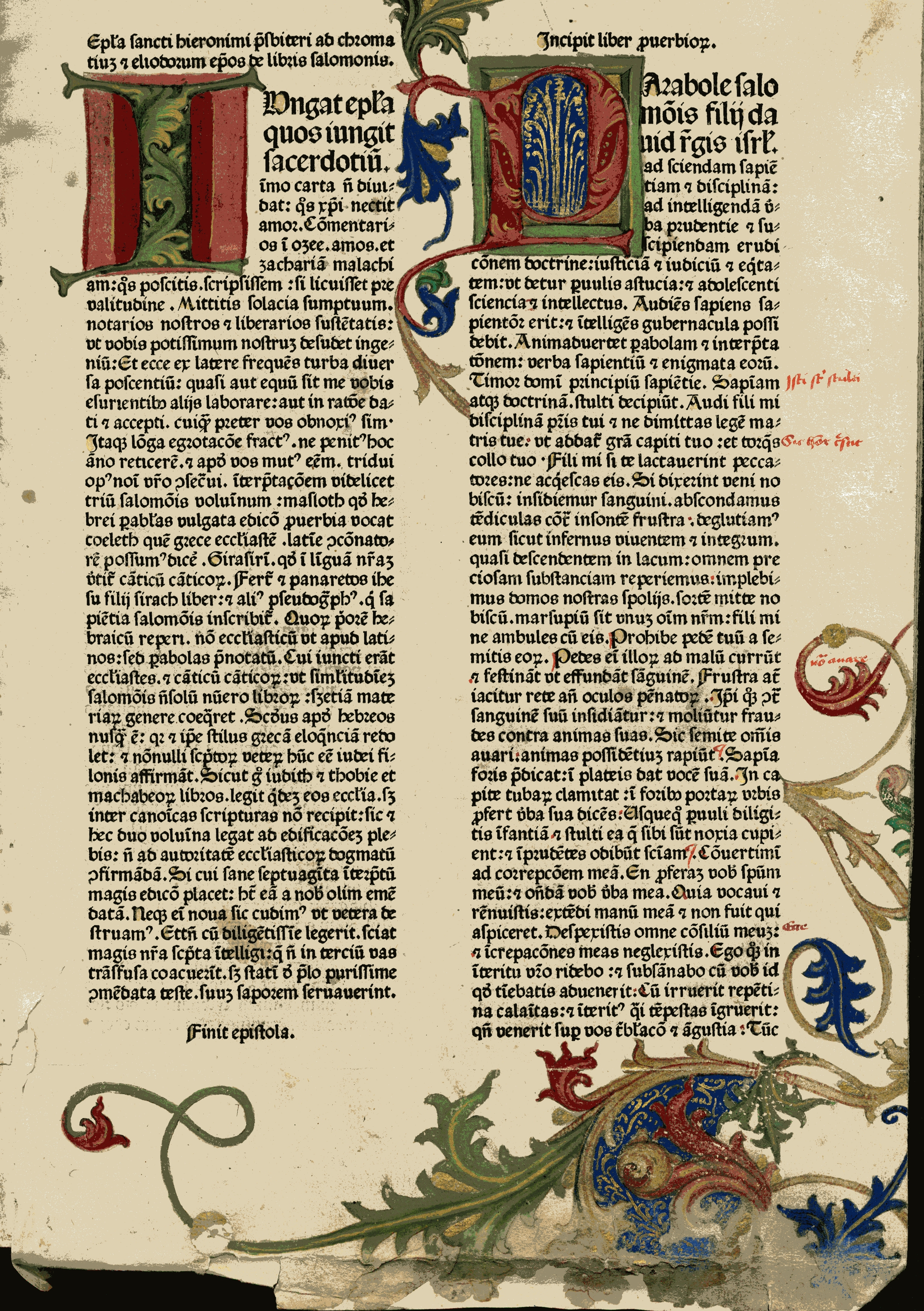
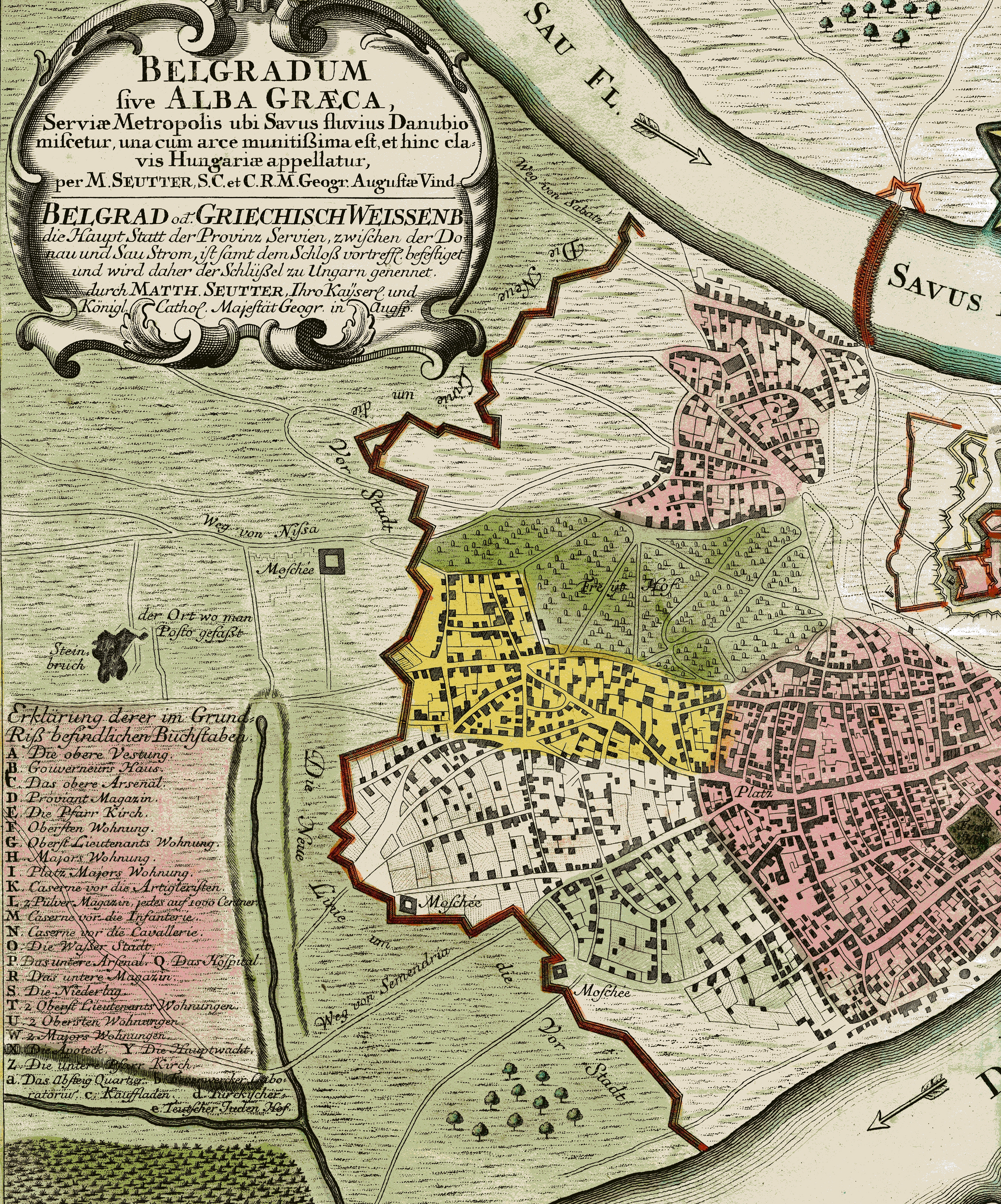

## Oddělení národní literatury
Oddělení národní literatury se nachází v domě Vojislava M. Jovanoviće Maramboa v Birčaninově ulici číslo 24. Toto oddělení se nachází v rodinném domě, který je 1883 postavil Mata Jovanović. Slavka Jovanović, Maramboova sestra, odkázala tuto budovu univerzitní knihovně spolu se svými knihami, rukopisy a osobními věcmi. Domov Vojislava Jovanoviće Maramboy je zapsán v registru muzeí a galerií. Oddělení národní literatury Univerzitní knihovny bylo v domě otevřeno v roce 1988. 
Speciální knihovna Jovanovića Maramboy čítá 6292 svazků v knihovně, která obsahuje studie o národní literatuře, které Jovanović shromáždil. Součástí fondu je i jeho odkaz (s autogramy, výstřižky, tisky, korespondence a osobní dokumenty), více než 1300 fotografií, 22 fotografických desek,  nábytek (kachlová kamna, sedací soupravy v orientálním stylu a pracovní stůl) místnost) a osobní věci (rádio, desky klasické hudby, velký kufr, který ho provázel na všech jeho cestách) , následované knihami a časopisy o národní literatuře, které byly pořizovány pro účely Univerzitní knihovny.
Oddělení národní literatury vystavuje odkaz Vojislava M. Jovanoviće a organizuje odborná setkání, prezentuje publikace o folkloristice a připravuje výstavy z fondu této knihovny. 

### Dům Vojislava Jovanoviće Marambo

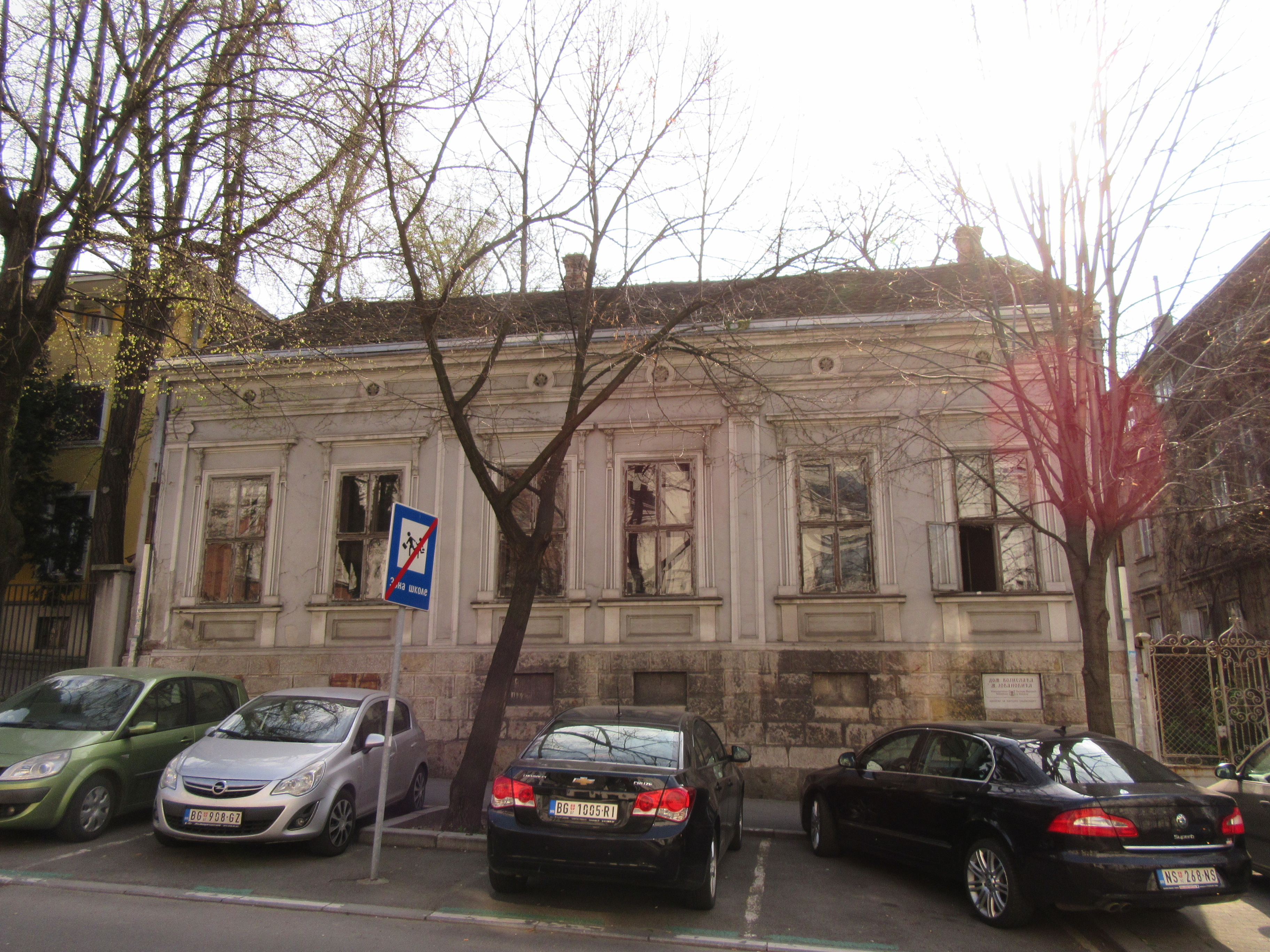
Pohled z ulice
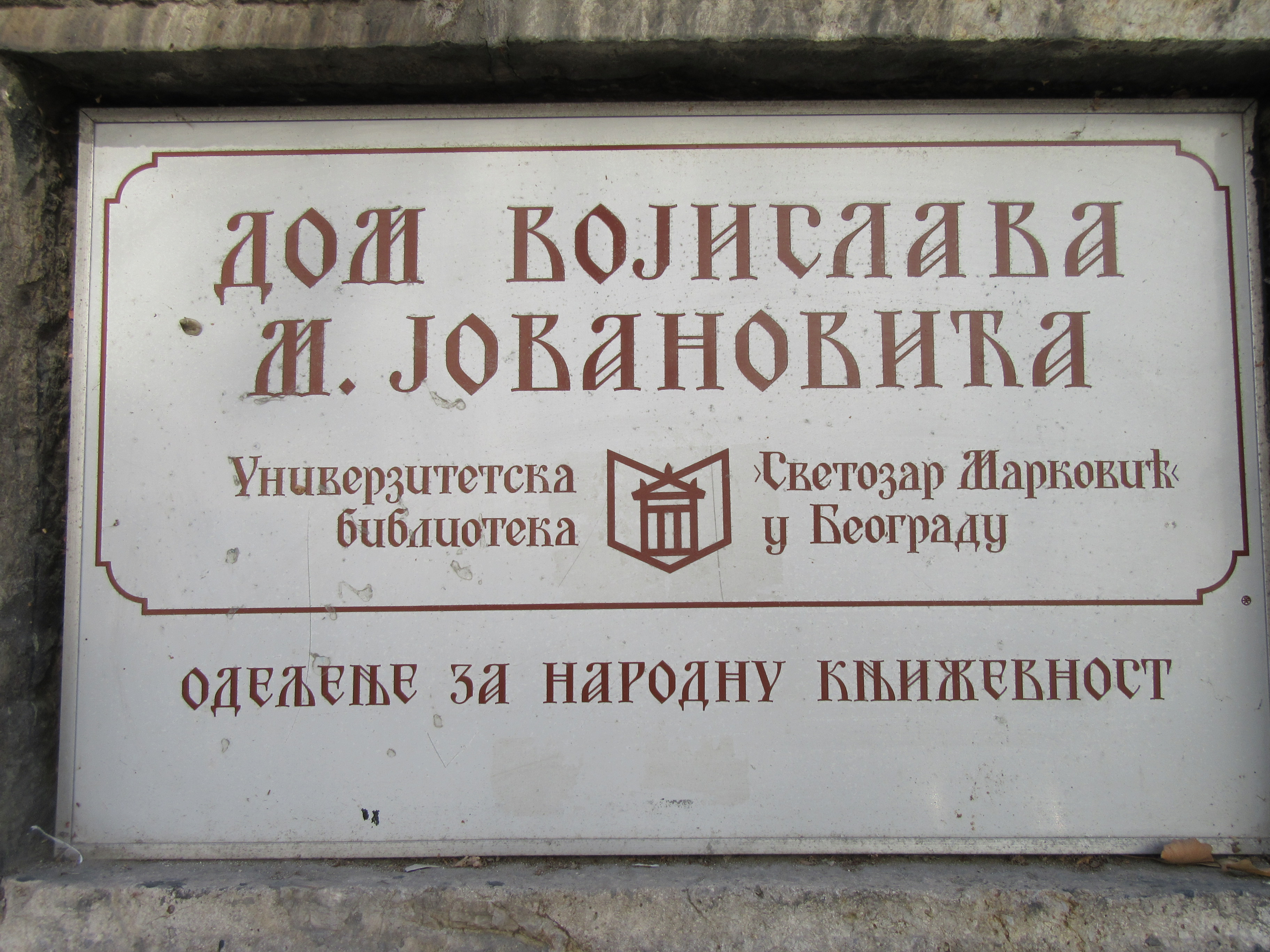
Vývěsní štít na domě Vojislava Jovanovic Marambo
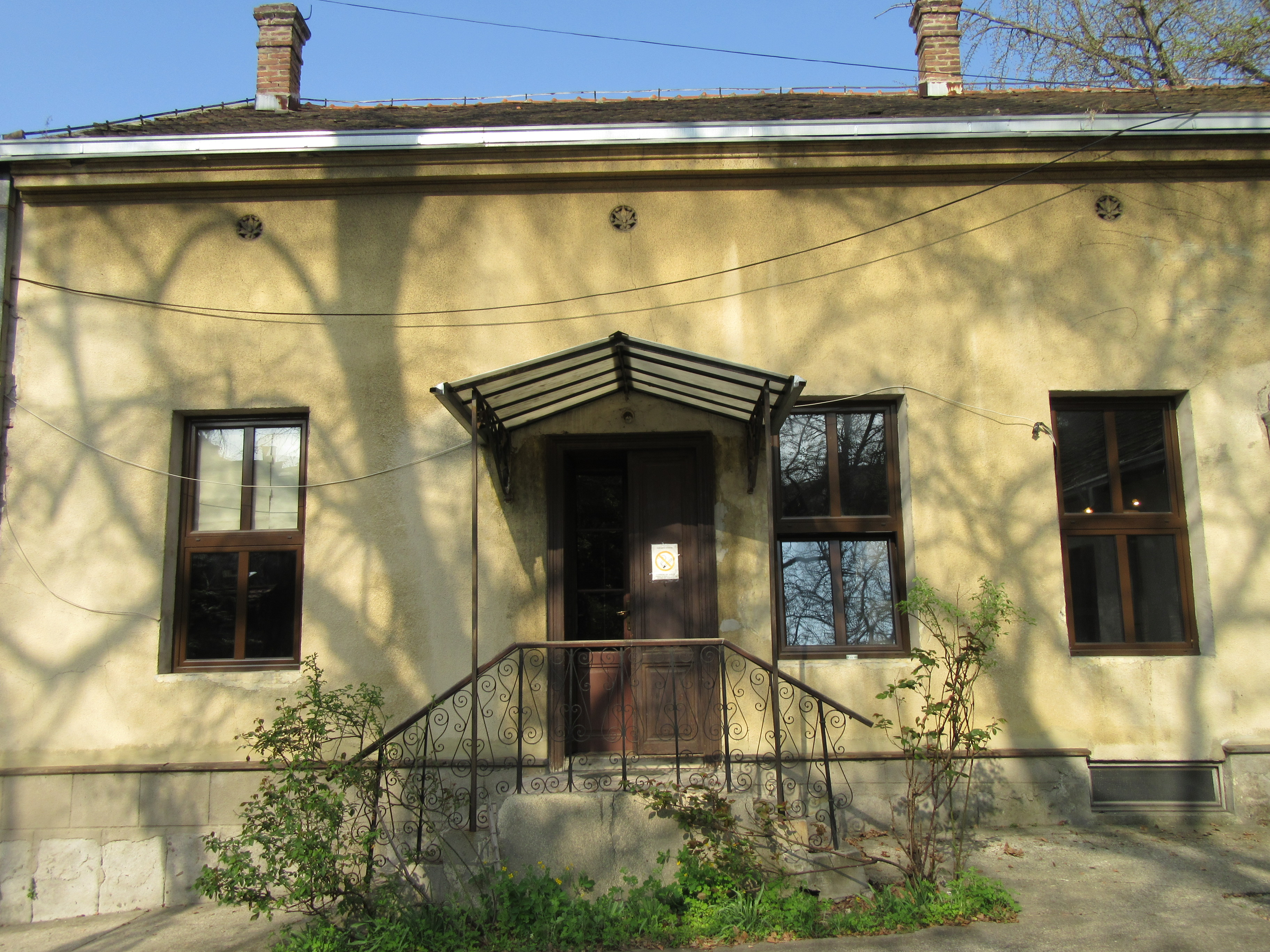
Pohled z dvora
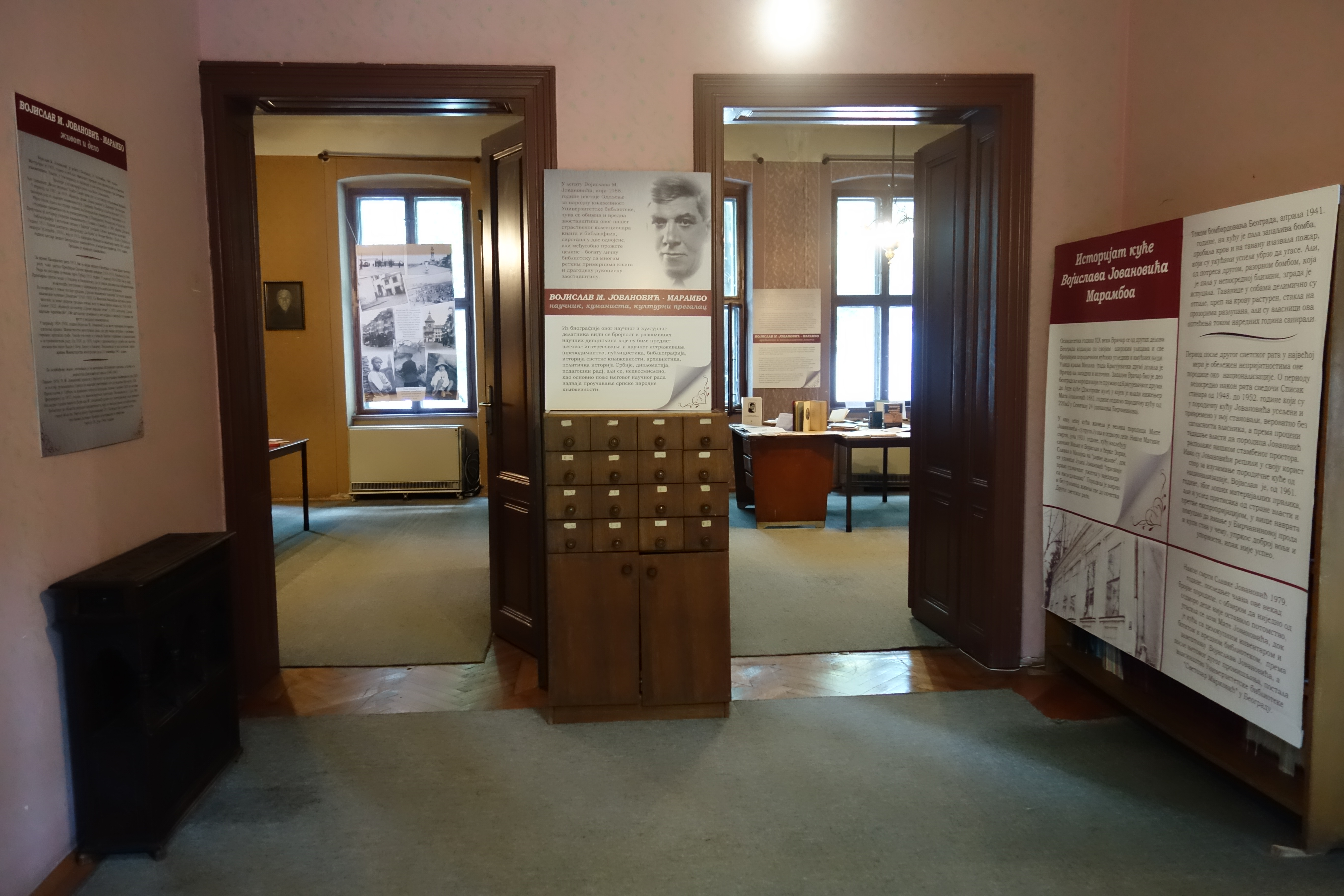
Chodba
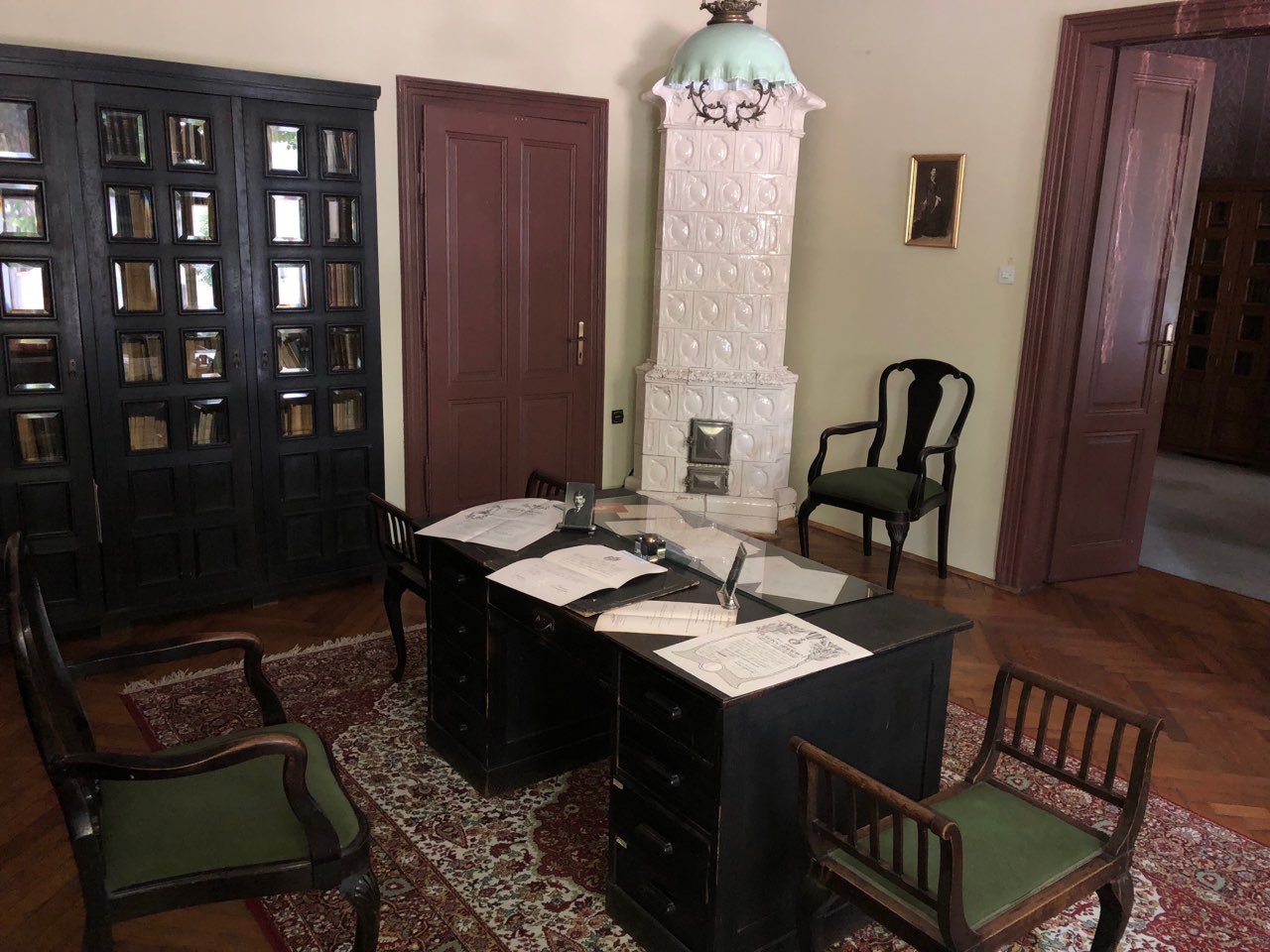
Studijní místnost Vojislava M. Jovanoviće
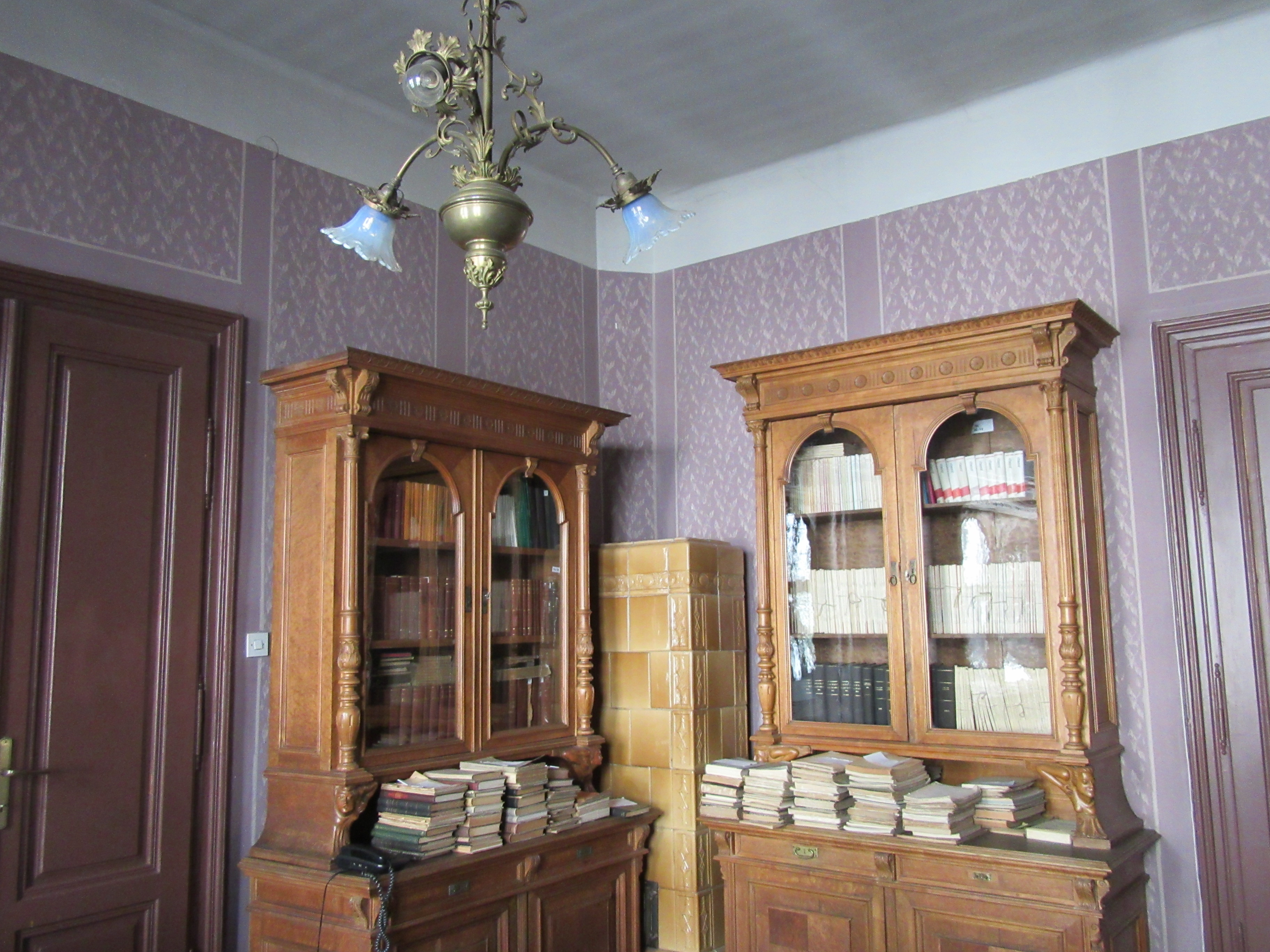
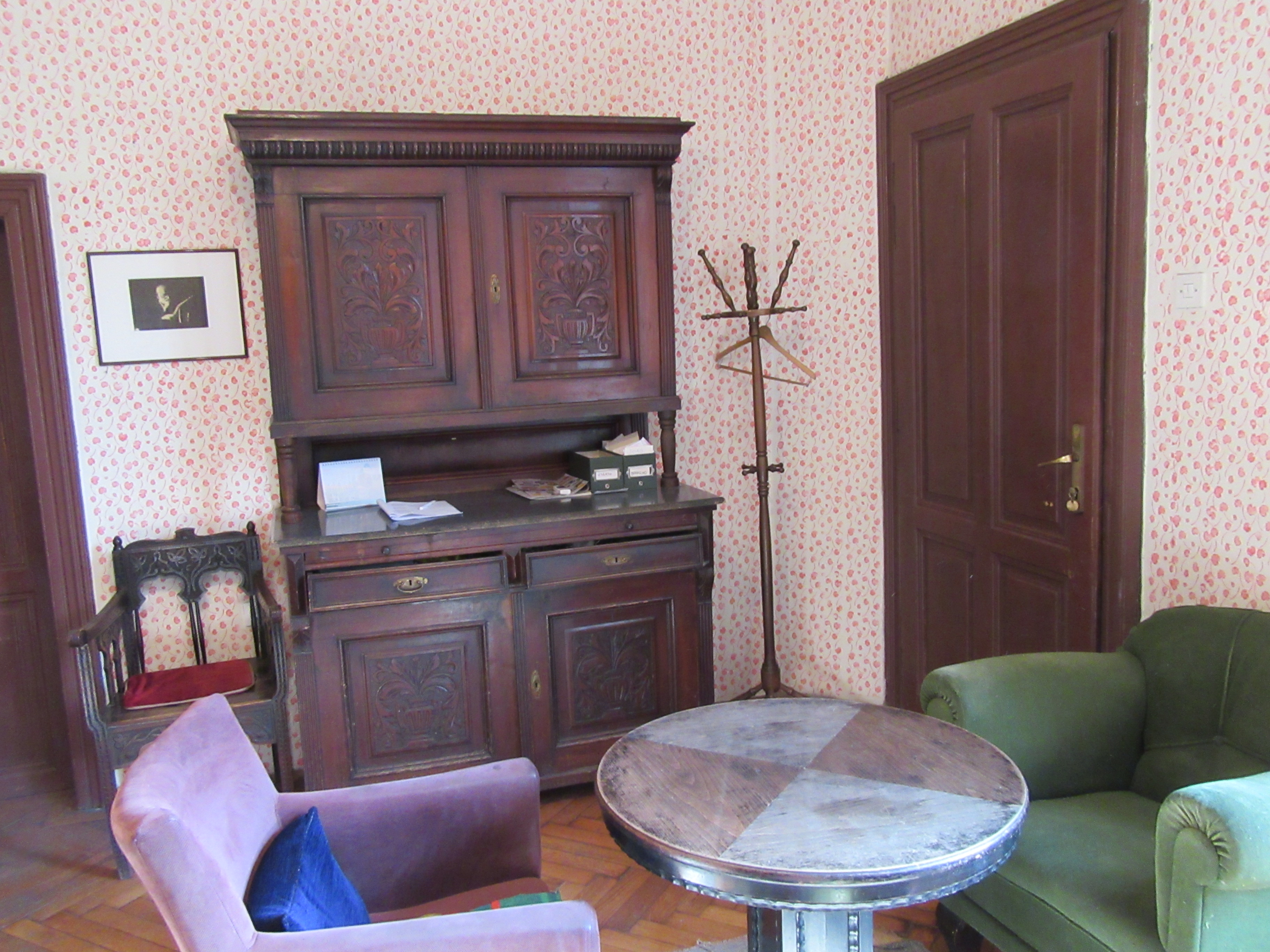
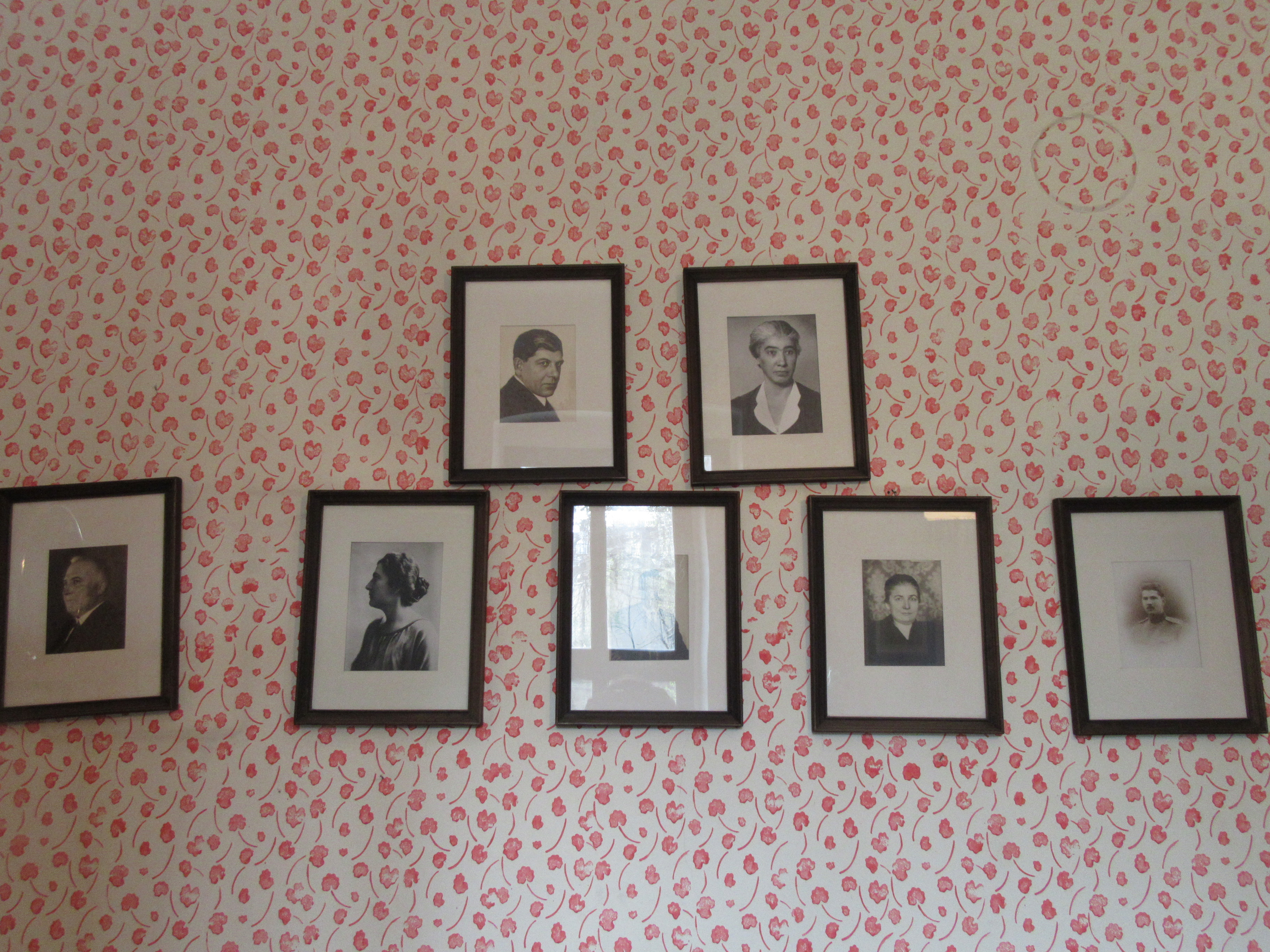
Fotografie rodiny Jovanović

## Dědictví univerzitní knihovny
Univerzitní knihovna ve svých fondech má více než 30 speciálních knihoven (odkazů), které mají být organizovány jako samostatné subjekty. Jsou velmi rozdílné co do velikosti a významu, ale mají velkou hodnotu, a to jak obsahem, tak svědectvím o osobách, k nimž patřili. Mezi tyto knihovny mají zvláštní význam: Knihovna Joce Vujića, jedna z nejbohatších knihoven pro studium srbské národní a kulturní historie a literatury, obsahující převážně knihy z 18. a 19. století, jakož i velmi cenné rukopisy, dokumenty a dopisy. Byla darována v roce 1932 Knihovna Gedeona Dundjerského byla ve skutečnosti knihovna slavného sběratele srbských starých knih, bibliofila Petara Stojadinovića z Nového Sadu . Jako dárek pro univerzitní knihovnu koupil tuto sbírku Dr. Dunđerski. Knihy pojednávají většinou o historii a literatuře srbského lidu. Knihovna je důležitá pro studium srbské národní a kulturní historie. Byla darována v roce 1929. Knihovna Miroslava Premrua byla získána od ministerstva zahraničních věcí v roce 1927. Obsahuje staré a vzácné knihy, zdroje o historii a literatuře reformace a renesance. Knihovna Dimitriho Mitrinovića, který žil a zemřel v Londýně, obsahuje literaturu z oblasti filozofie, etnologie, antropologie, orientalismu a umění. Knihovna byla odkázána univerzitní knihovně a byla přijata v roce 1956. Knihovna Isidore Sekulić obsahuje knihy o literatuře a literární kritice, jakož i rukopisy. Dědictví se také skládá z obrazů, nábytku a osobních věcí. Pamětní místnost se nachází ve studovně Oddělení vzácných tisků.

### Pamětní místnost Isidory Sekulić

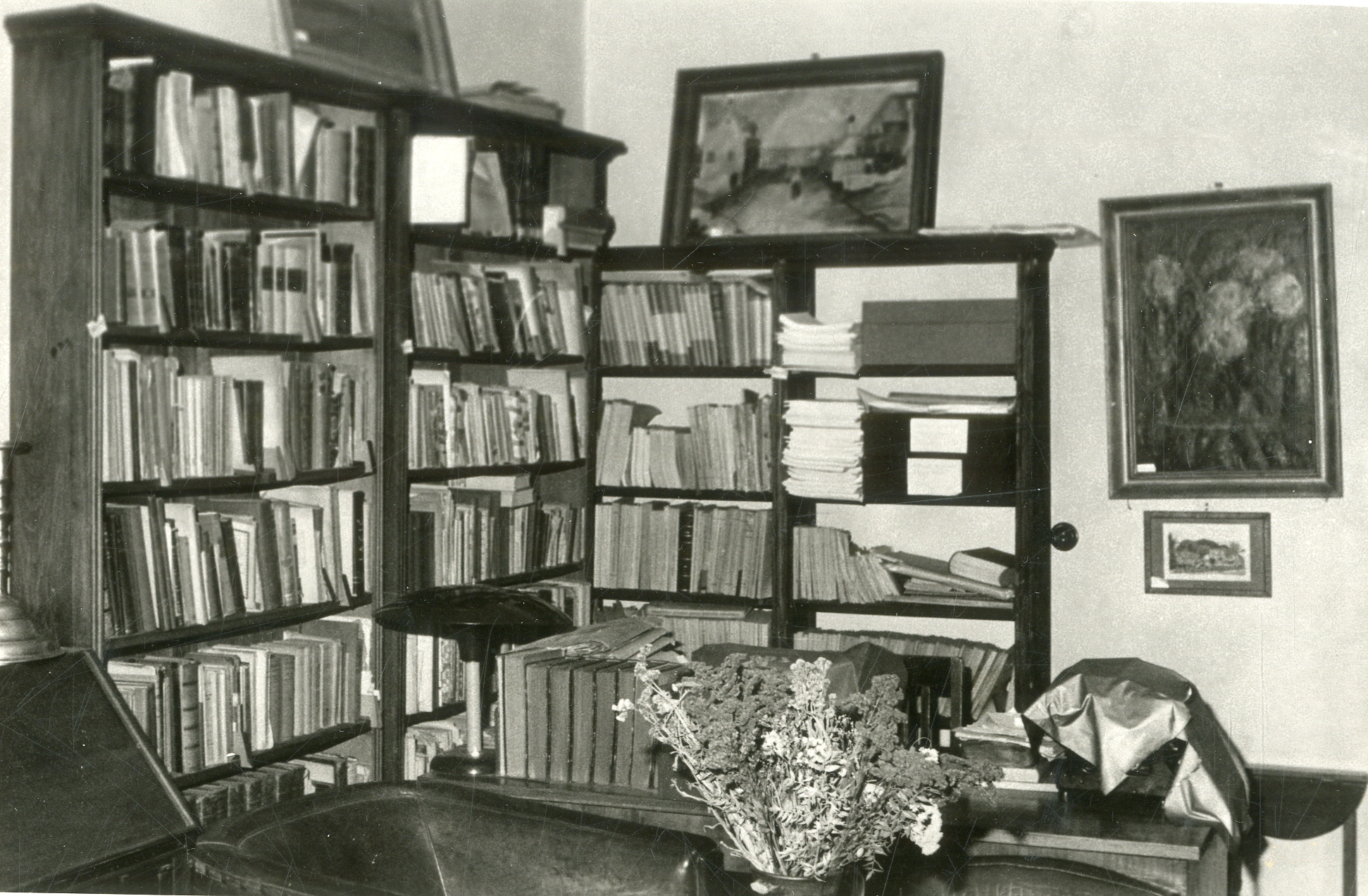
Knihovna Isidory Sekulić
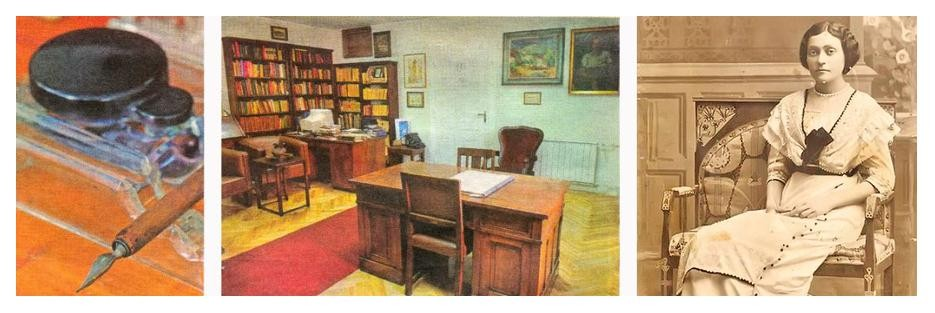
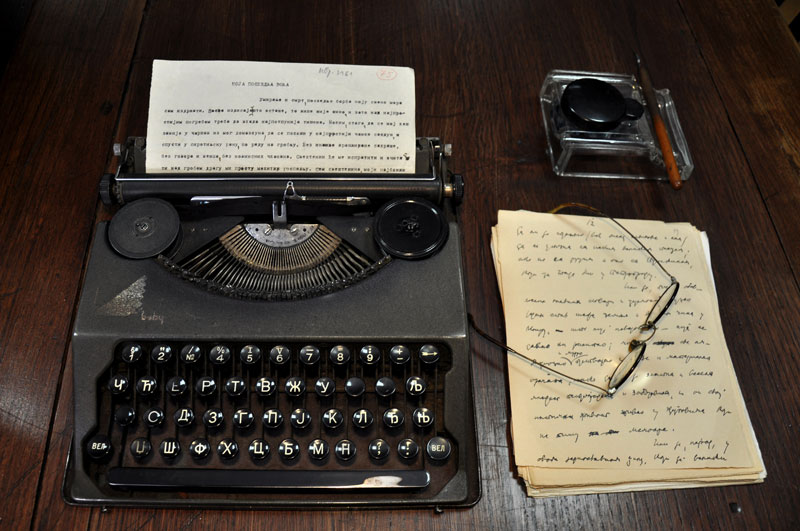
Psací stroj Isidory Sekulić

## Galerie

### Knihovna v minulosti

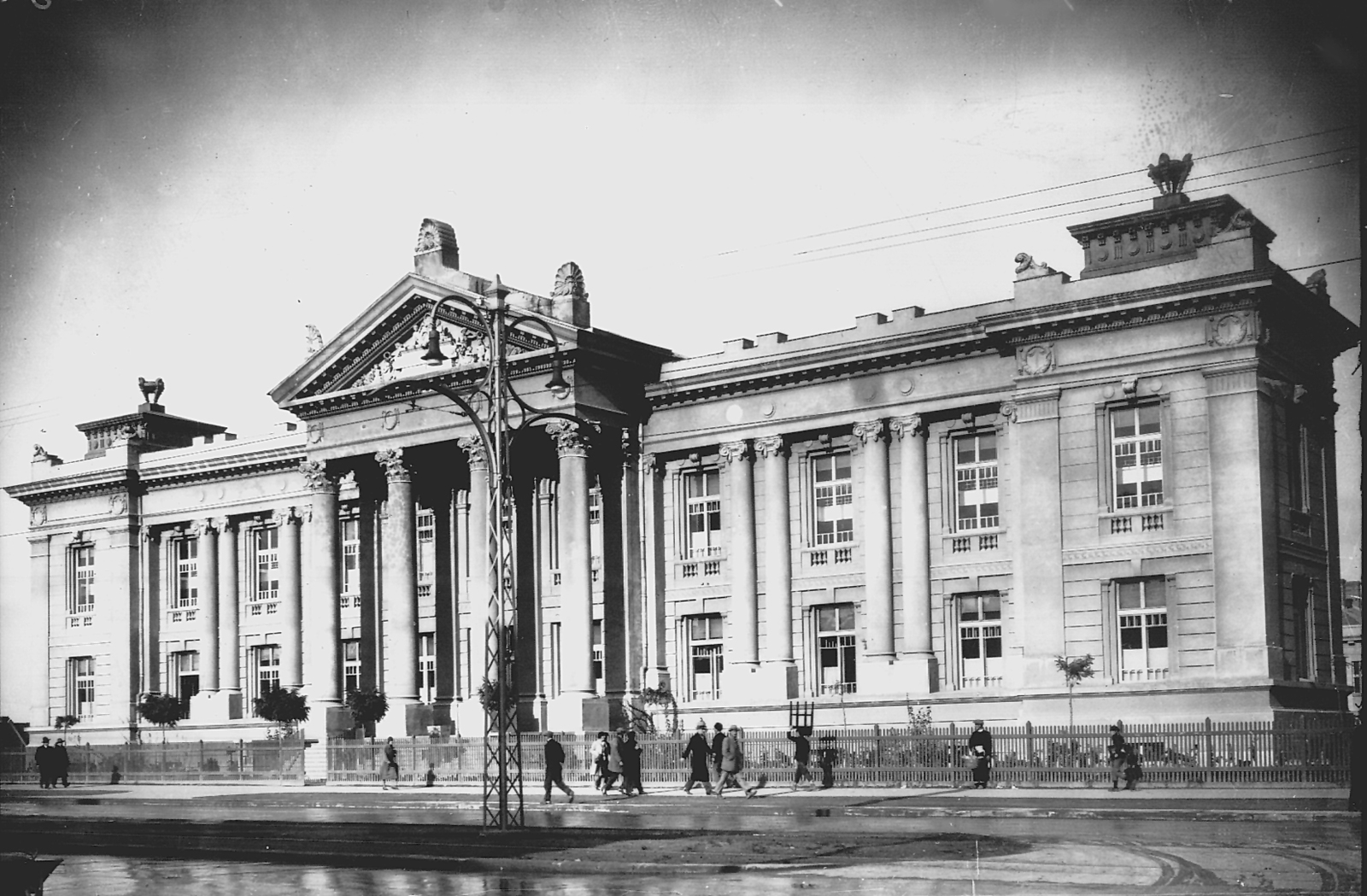
Knihovna dříve
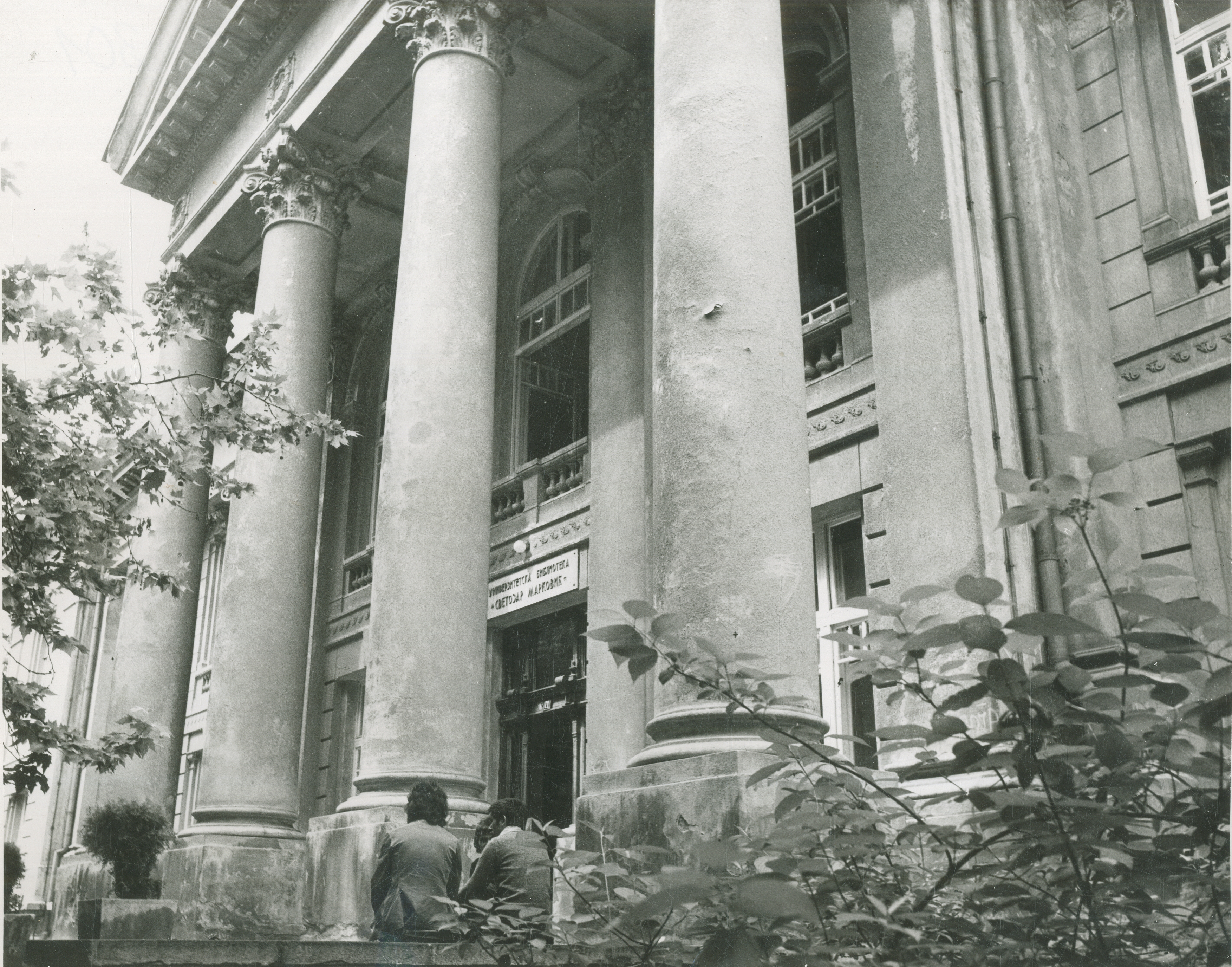
Vchod
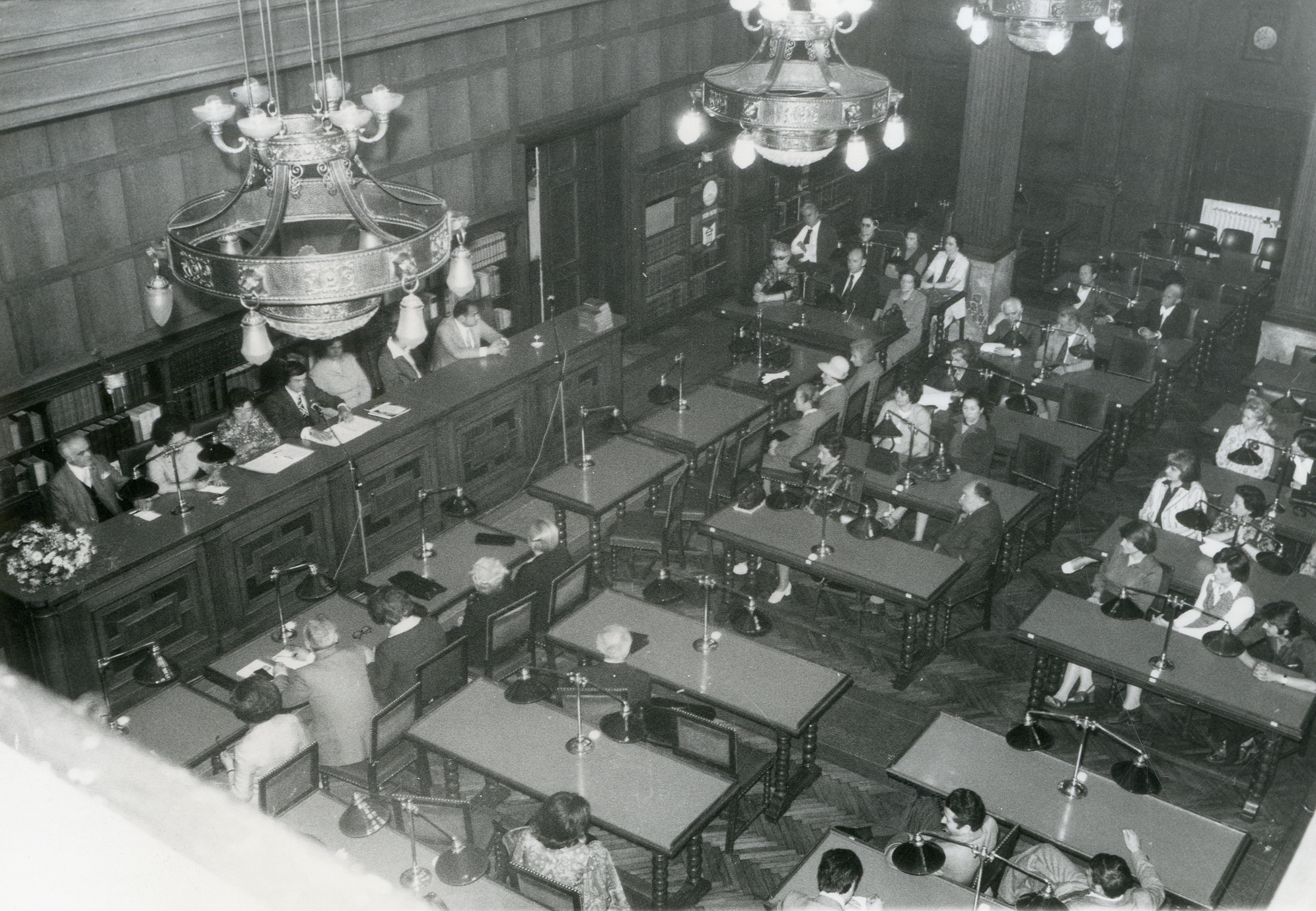
Studentská čítárna
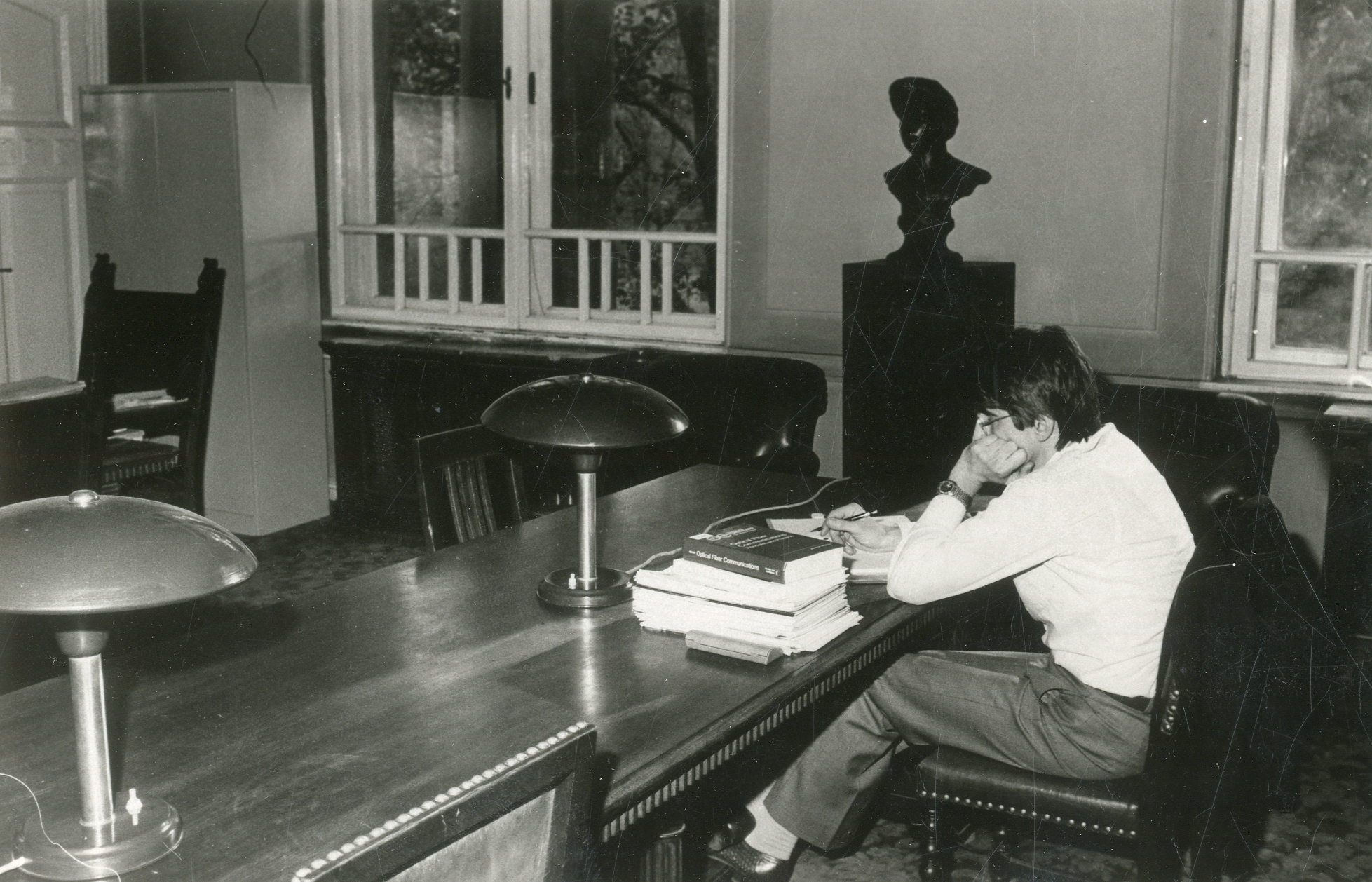
Profesorská studovna, 11. listopadu 1986
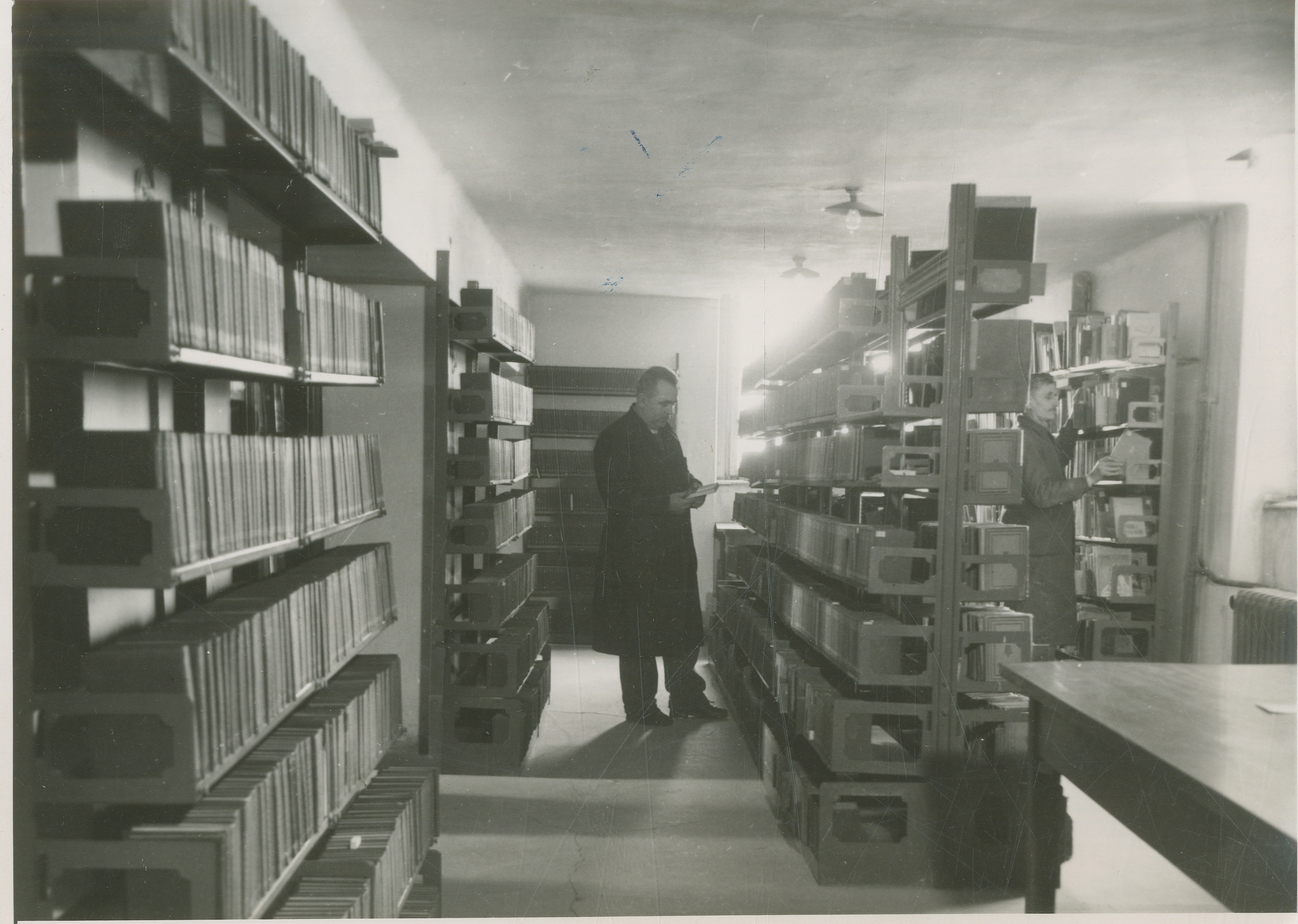
Sklad
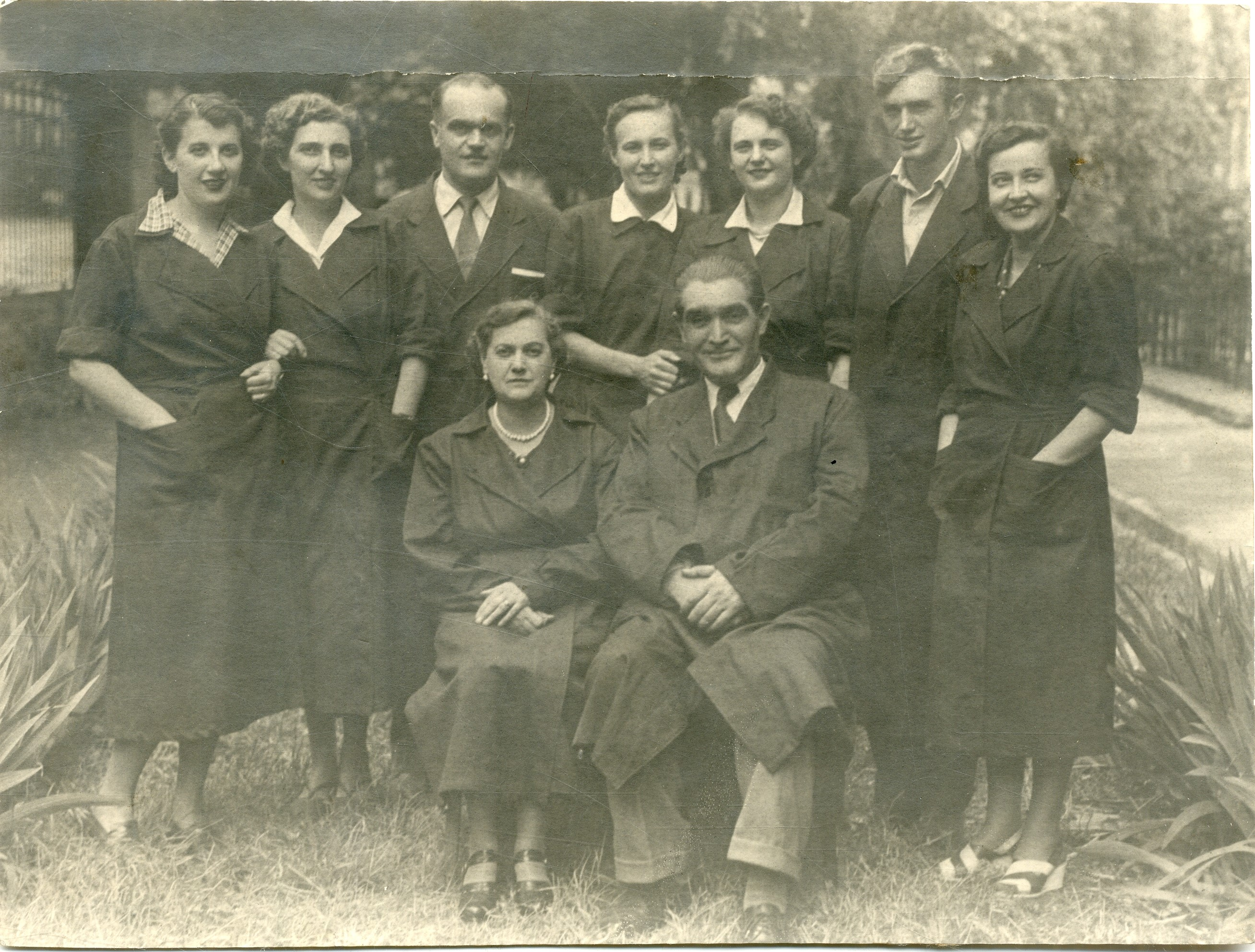
Knihovníci nosili pracovní pláště
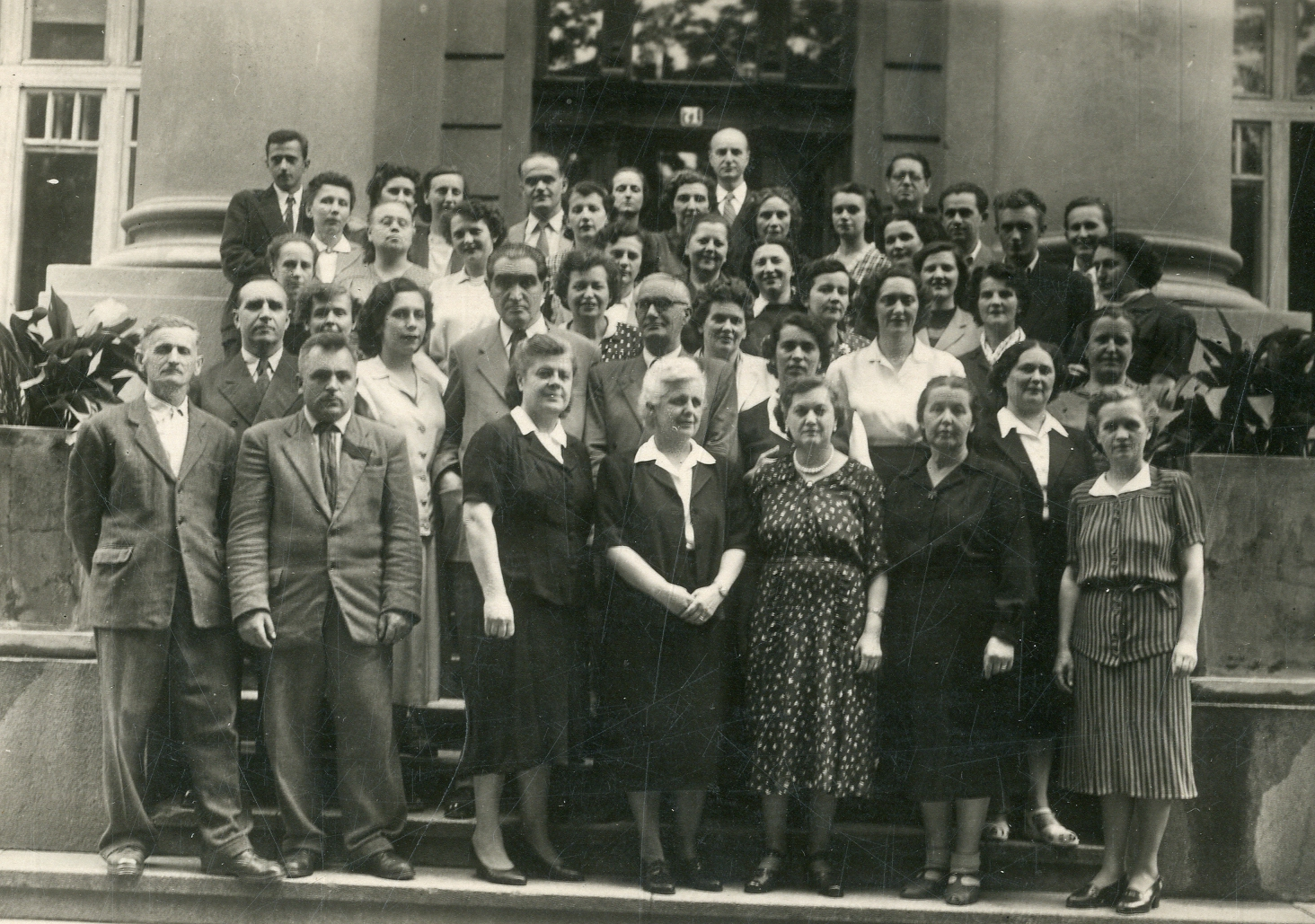
Zaměstnanci univerzitní knihovny, 1953
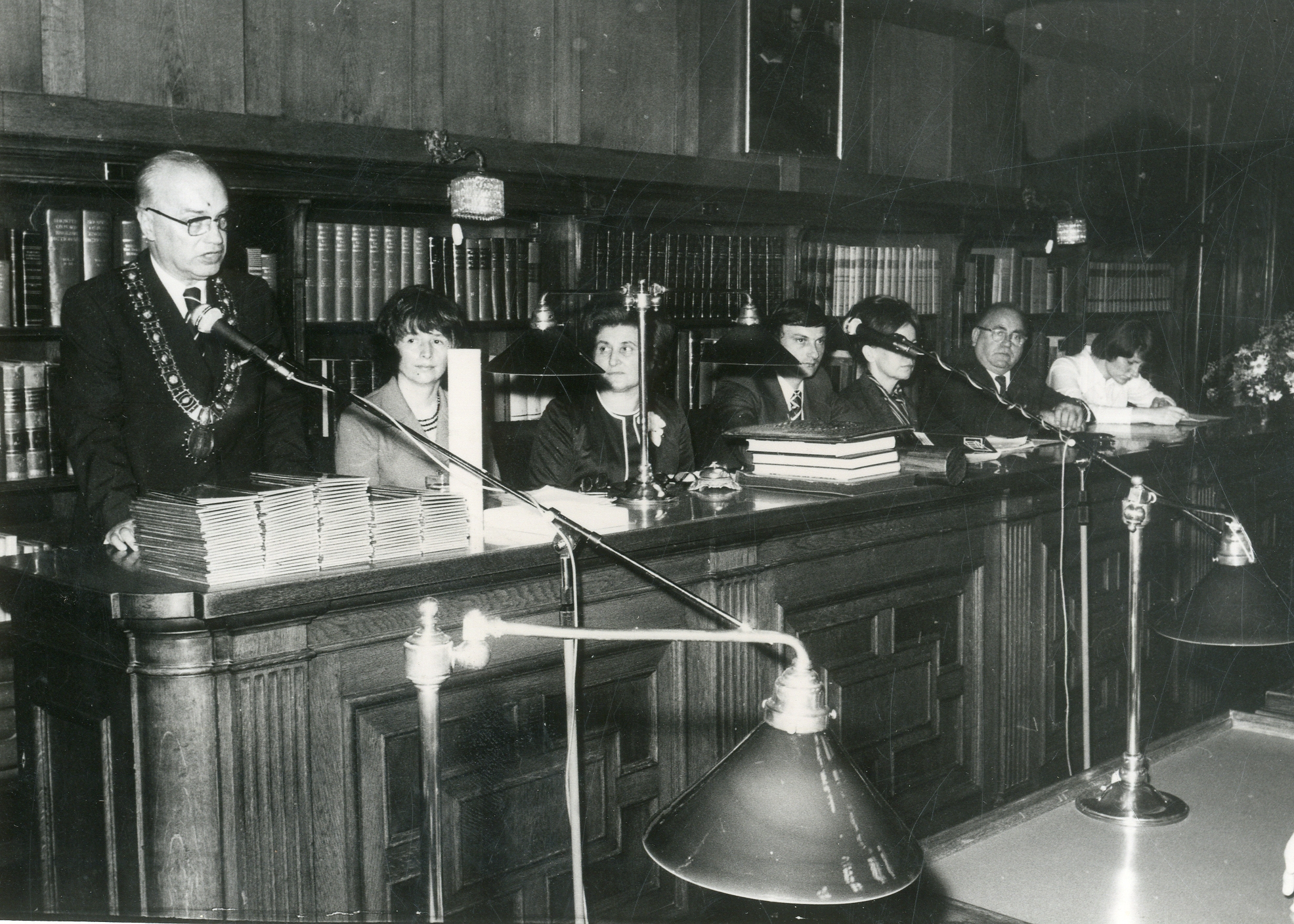
Projev Dragoslava Jankoviće, rektora Bělehradské univerzity, 20. května 1976
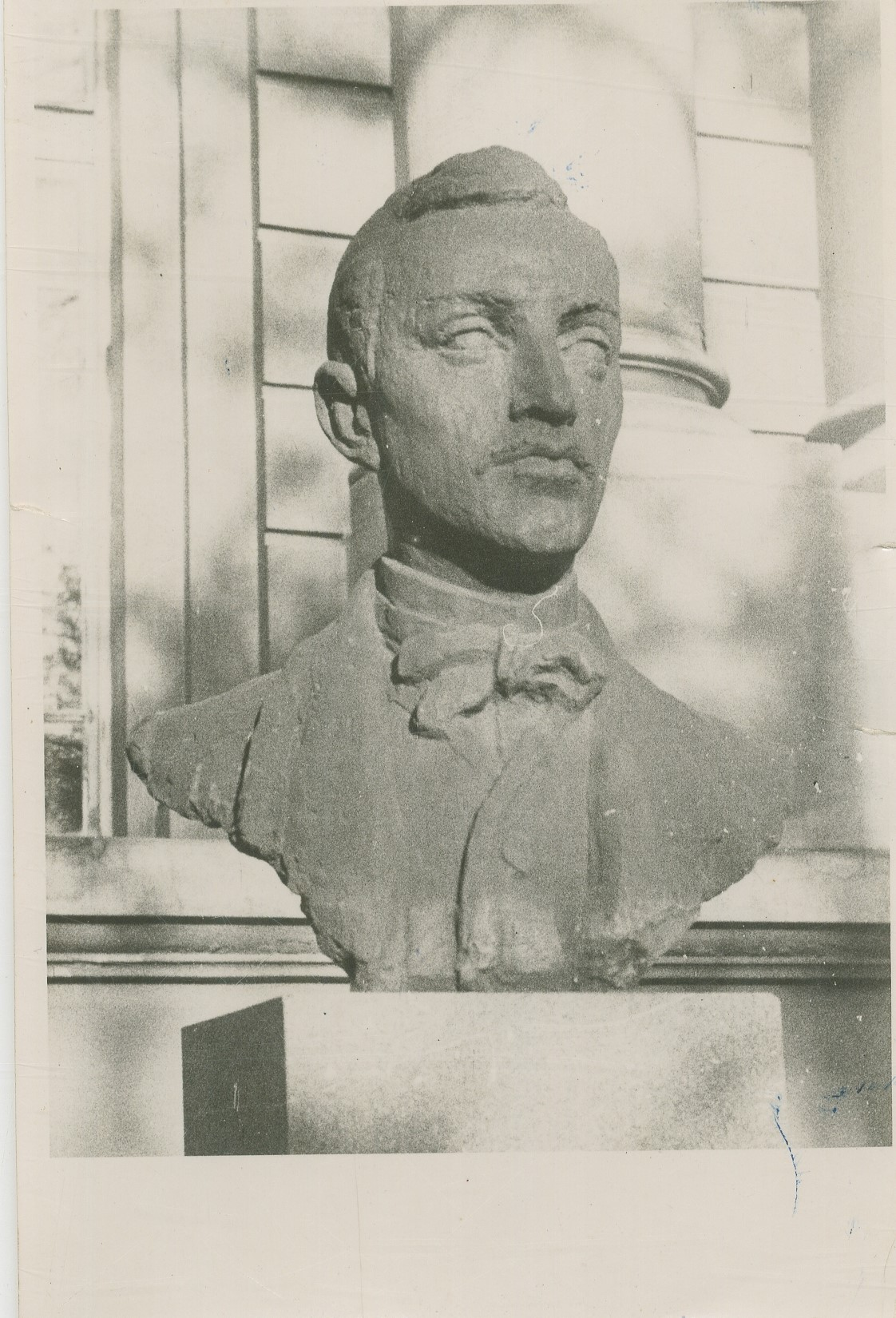
Busta Svetozara Markoviće na nádvoří knihovny vytvořená Stevanem Bodnarem v roce 1946

### Knihovna dnes

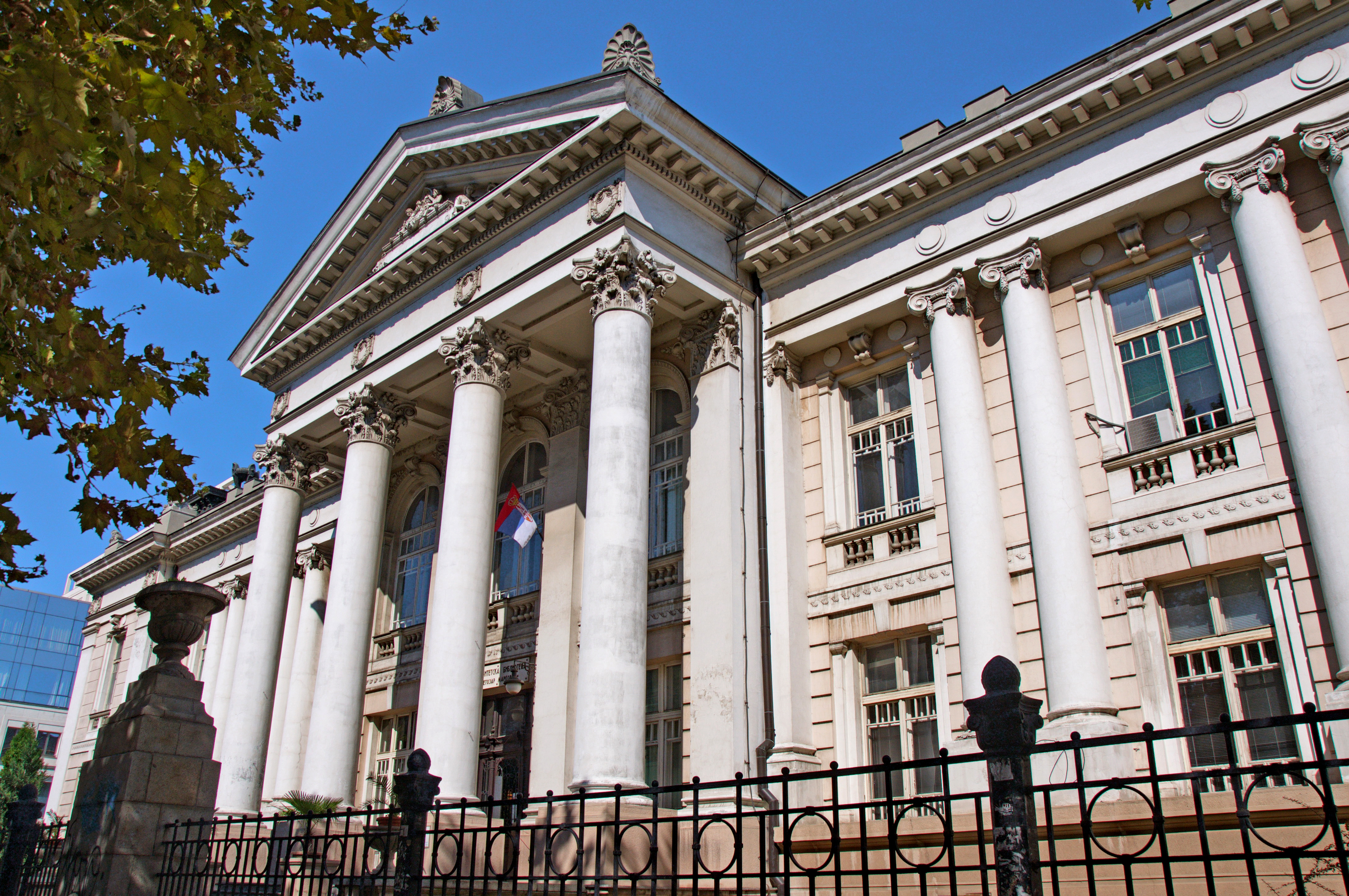
Pohled z bulváru krále Alexandra
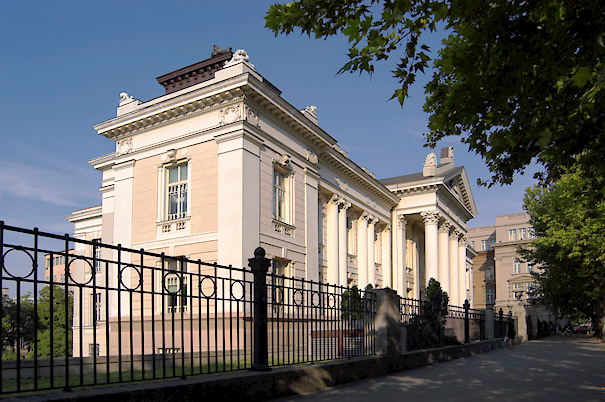
Fasáda
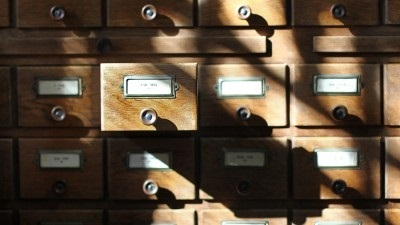
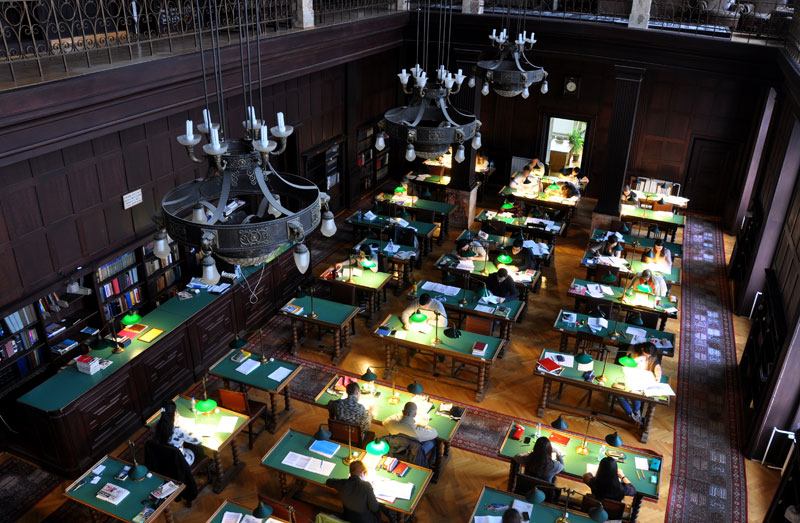
Studentská čítárna
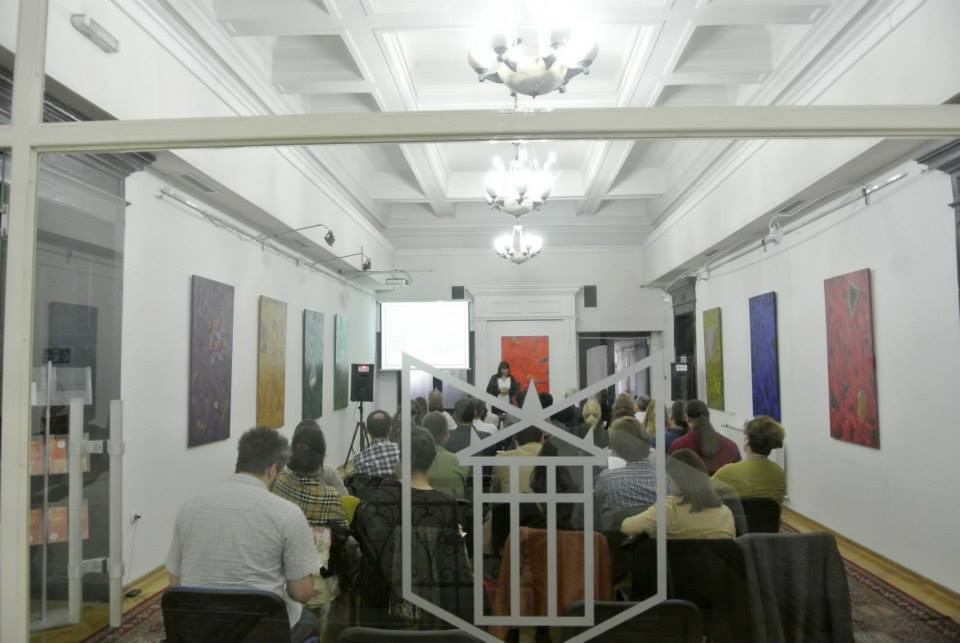
Umělecké centrum
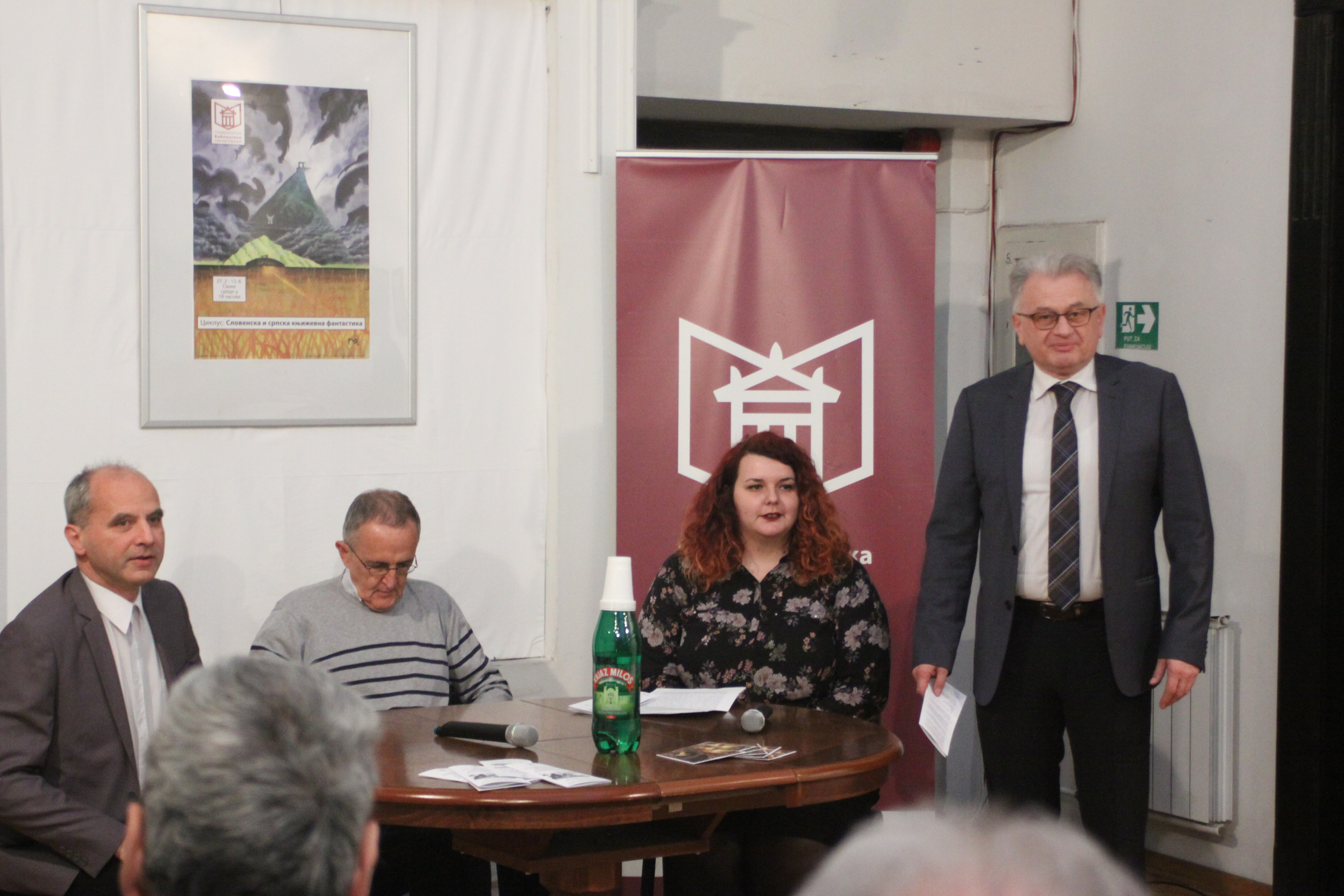
Cyklus Slovinské a srbské literární beletrie, Umělecké centrum, 27. února 2019